# Kabinett Quirino

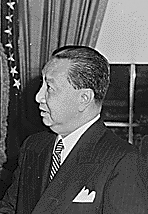
Elpidio Quirino, Präsident der Philippinen von 1948 bis 1953

Das Kabinett Quirino wurde am 15. April 1948 auf den Philippinen durch Präsident Elpidio Quirino gebildet und befand sich bis zum 30. Dezember 1953 im Amt.
Während seiner Präsidentschaft bemühte er sich um den Wiederaufbau der Philippinen, eine generelle Verbesserung der wirtschaftlichen Einnahmen sowie eine Erhöhung der amerikanischen Finanzhilfen. Andererseits blieben die Probleme ländlicher Gebiete und der sozialen Sicherheit vielfach ungelöst. Ferner gab es in den Jahren seiner Amtszeit immer wieder kriegerische Auseinandersetzungen mit der aus der antijapanischen Widerstandsbewegung hervorgegangenen kommunistischen Rebellenorganisation Hukbalahap, die erst 1954 unter seinem Nachfolger beigelegt werden konnten. Während seiner Regierungszeit war die Verwaltung vielfach von Bestechung und Vetternwirtschaft geprägt, obwohl er sich im Wahlkampf 1949 für mehr Vertrauen der Bevölkerung in die Regierung eingesetzt hatte. Die Korruptions- und Bestechlichkeitsvorwürfe gegen Quirino und seine Regierung gipfelten schließlich im ersten Impeachmentverfahren gegen einen philippinischen Präsidenten. Trotz dieser Kontroversen verblieben zumindest die Erfolge seiner Regierung bei Industrieprojekten, einer Ausweitung der Bewässerung, dem Ausbau des Straßensystems, die Gründung der Zentralbank und lokaler Bankgesellschaften und nicht zuletzt der mit der einstigen Besatzungsmacht Japan geschlossene Friede in positiver Erinnerung.

## Präsidentschaft und Politik der Regierung Quirino

### Tod von Präsident Roxas 1948, Amnestie von Luis Taruc und Ausbruch des Hibok-Hibok

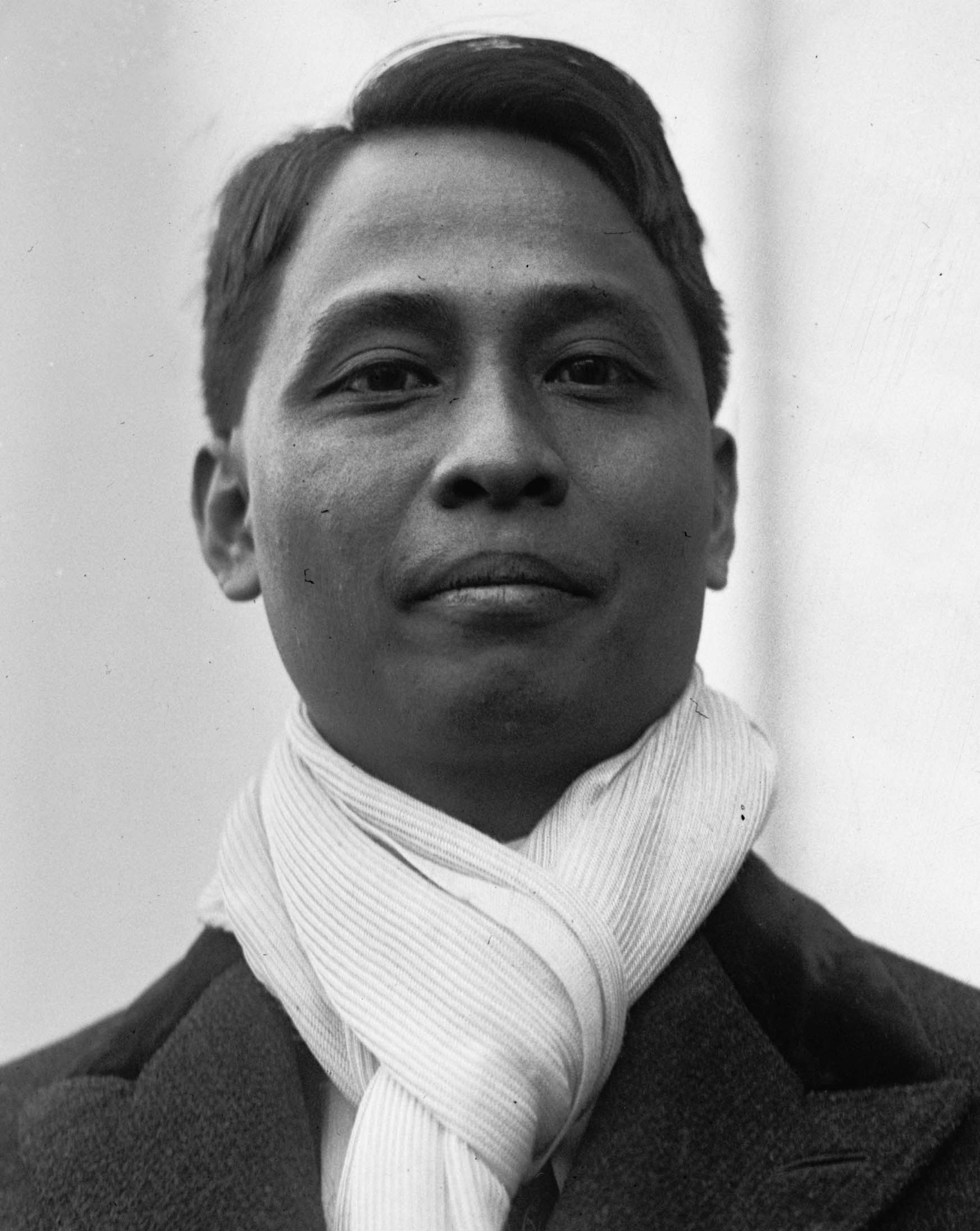
Quirinos Vorgänger Manuel Roxas verstarb am 15. April 1948 an den Folgen eines Schlaganfalls

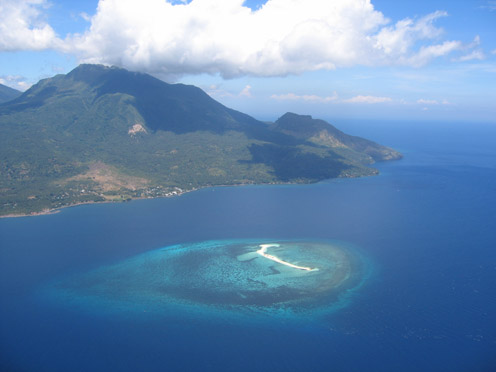
Durch Ausbruch des Schichtvulkans Hibok-Hibok wurden am 31. August 1948 50.000 Menschen in der Inselprovinz Camiguin obdachlos

Am 15. April 1948 verstarb Präsident Manuel Roxas während des Besuchs der Thirteenth Air Force auf dem Militärflugplatz Clark Air Base in der Provinz Pampanga an den Folgen eines Schlaganfalls. Daraufhin kehrte Vizepräsident Elpidio Quirino, der sich auf einem Besuch in Visayas befand, nach Manila zurück. Dort wurde er vom kommissarischen Präsidenten des Obersten Gerichtshofes Ricardo Paras als neuer Präsident der Philippinen vereidigt. Quirino ordnete danach eine einmonatige Staatstrauer vom 17. April bis 17. Mai 1948 an.
Bei einer Kabinettssitzung in Tagaytay City unterzeichnete Quirino am 4. Mai 1948 das Volkszählungsgesetz (Census Bill of 1948), das eine einmonatige Volkszählung ab dem 1. Oktober 1948 vorsah. Am 10. Mai 1948 erfolgte die Anordnung zur Bildung eines staatlichen Fonds in Höhe von 30 Millionen ₱, der insbesondere für den Bau von staatlichen Straßen genutzt werden und die Beschäftigung von rund 100.000 Personen sichern sollte. Am 12. Juni 1948 hielt Quirino die Festrede zum 50. Jahrestag der Gründung der Ersten Philippinischen Republik, die am 12. Juni 1898 von Emilio Aguinaldo in Kawit proklamiert worden war. Nach vorherigen Geheimgesprächen empfing Präsident Quirino am 21. Juni 1948 Luis Taruc im Malacañang-Palast und unterzeichnete anschließend eine Amnestie zugunsten der Anhänger der Hukbalahap und der Kommunistischen Partei PKM (Partido Komunista ng Pilipinas), woraufhin Taruc sein Mandat als Abgeordneter des Repräsentantenhauses antreten konnte, in dem er den Wahlbezirk Pampanga 2nd District vertrat. Wenige Tage später wurde am 27. Juni 1948 ein Zusatzabkommen vom Präsidenten und Taruc im Beisein von Brigadegeneral Mariano Castañeda, dem Chef des Stabes der Philippine Constabulary, sowie dem stellvertretenden Chef des Stabes der Philippine Constabulary, Oberst Alberto Ramos, unterzeichnet, in dem die Übergabe der Angehörigen und Waffen der Hukbalahap an die Polizei vereinbart wurde.
Am 26. Juni 1948 wurde vom damaligen Leiter der Rechtsabteilung des Außenministeriums und späteren Präsidenten Diosdado Macapagal auf der zu den Turtle Islands gehörenden Insel Taganak die Flagge der Philippinen gehisst, und dadurch der formelle Übergang der Verwaltung der Inseln auf die Philippinen gekennzeichnet.
Am 2. Juli 1948 unterzeichneten Verteidigungsminister Ruperto Kangleon und Konteradmiral Ralph Waldo Christie, Kommandeur der US Navy auf den Philippinen, ein Abkommen zur Lieferung von Schiffen der US Navy an die philippinische Marine. Im Juli 1948 unterzeichnete Präsident Quirino ein Gesetz (Republic Act No. 330) zur Einfuhrkontrolle von nicht wesentlichen Gütern sowie Luxusgütern. Zur Durchführung wurde eine Einfuhrkontrollausschuss unter dem Vorsitz von Handels- und Industrieminister Placido L. Mapa geschaffen, der weiterhin der Unterstaatssekretär im Finanzministerium und der Generaldirektor der Verwaltung für die Erleichterung und Wiederherstellung des Handels PRATRA (Philippine Relief and Trade Rehabilitation Administration) angehörten. Durch ein am 17. Juli 1948 unterzeichnetes Hauptstadt-Gesetz (Republic Act No. 333) wurde Quezon City zur Hauptstadt erhoben und dort der Sitz der Regierung und des Repräsentantenhauses festgelegt, so dass Manila den Hauptstadt-Status verlor. Für die Umsetzung des Gesetzes wurde die Stadtplanungskommission (Quezon City Planning Commission) unter dem Vorsitz des Architekten Juan M. Arellano gegründet. Am 22. Juli 1948 legte Quirino ein Sechs-Punkte-Programm zur Verbesserung der Sozialsituation vor. Am 3. August 1948 wurde der Regierung durch die US-Regierung Grundstücke in einer Gesamtgröße von 53.125 Quadratmeter zurückgegeben. Zur Verbesserung der wirtschaftlichen Entwicklung der Zuckerplantagen und der Zuckerindustrie wurde am 4. August 1948 die Sugar Rehabilitation and Readjustment Commission unter Vorsitz des früheren Finanzministers und damaligen Vorstandsvorsitzenden der Philippine National Bank (PNB), Vicente Carmona, geschaffen. Haushaltskommissar Pio Pedrosa vertrat die Philippinen im August 1948 bei einer Konferenz der Internationalen Handelsorganisation (ITO) in Genf, während Carlos P. Rómulo Leiter der Delegation bei der Generalversammlung der Vereinten Nationen wurde. Am 28. August 1948 unterzeichneten der Geschäftsträger der US-Botschaft Thomas H. Lockett und der Minister für öffentliche Arbeiten und Kommunikation Ricardo Nepumuceno ein Kriegsschadenübereinkommen, das Zahlungen der USA in Höhe von 110 Millionen ₱ vorsah.
Nach dem Ausbruch des Schichtvulkans Hibok-Hibok am 31. August 1948, einem Taifun und Überschwemmungen werden rund 50.000 Menschen in der Inselprovinz Camiguin obdachlos, woraufhin Präsident Quirino eine Sondersitzung des Kabinetts zur Koordinierung der Hilfsmaßnahmen einberuft. In der Folgezeit werden bis zum 20. September 1948 40.000 Menschen evakuiert.

### Kabinettsumbildung September 1948 und Nahrungsmittelkrise
Knapp fünf Monate nach seinem Amtsantritt kommt es am 21. September 1948 zu einer umfangreichen Kabinettsumbildung bei der mit Innenminister Sotero Baluyut, Justizminister Sabino Radilla, Bildungsminister Prudencio Langcauon, Arbeitsminister Primitivo Lovina, Handels- und Industrieminister Cornelio Balmaceda, Minister im Präsidialamt Teodoro Evangelista und Asuncion A. Perez als Leiterin der Social Services and Development Administration mit Kabinettsrang sieben Regierungsmitglieder ernannt wurden. Zugleich wechselte der bisherig Handels- und Industrieminister Placido L. Mapa ins Ministerium für Landwirtschaft und natürliche Ressourcen. Die aus dem Kabinett ausgeschiedenen Minister übernahmen daraufhin neue Funktionen. Justizminister Roman Ozaeta wurde Beigeordneter Richter am Obersten Gerichtshof, Unterrichtsminister Manuel Gallego Sonderbotschafter, Minister im Präsidialamt Emilio Abello Gesandter an der Botschaft in den USA, Innenminister Jose Zulueta amtierender Vorsitzender der Kommission für die Grundbesitzverwaltung (Surplus Property Commission), Arbeitsminister Pedro Magsalin Technischer Berater des Präsidenten und Delegierter bei der Internationalen Arbeitsorganisation (ILO)
Aufgrund der anhaltenden Ernährungsengpässe und der Rationierung von Reis setzte der Präsident am 29. September 1948 ein elfköpfige Reis-Kommission unter Vorsitz des Präsidenten der PNB, Vicente Carmona, ein. Diese führte ab Oktober 1948 in Absprache mit der Vereinigung der Reisproduzenten (Philippine Rice Growers Association) landesweite Kampagnen zur Erhöhung der Nahrungsmittelproduktion durch („Operation Harvest“ und „Operation Evacuees“). Die Hauptprobleme lagen beim Schutz der vorliegenden Reisernte sowie der effektiven Vermarktung und dem Vertrieb der Reisversorgung. Als weiteren Schritt zur Verbesserung der Reisversorgung ordnete die Regierung am 8. Oktober 1948 den Kauf von Reissamen im Wert von 250.000 ₱ für Gebiete mit ausreichender Bewässerungsversorgung während der Trockenzeit an, um dort eine zweite Ernte zu gewährleisten. Zugleich wurden durch das Präsidiale Aktionskomitee zur sozialen Verbesserung PACSA (President’s Action Committee on Social Amelioration) unter deren Vorsitzenden Asuncion A. Perez Nahrungsmittel wie Reis, Mungbohnen, Trockenfisch und Kleidung an über 90.000 bedürftige Menschen in den Provinzen Nueva Ecija, Bulacan, Pampanga, Laguna und Tarlac verteilt, aber auch vier mobile Gesundheitszentren betrieben. Zur Verbesserung der Gesundheitssituation führte des Weiteren die Weltgesundheitsorganisation (WHO) eine Inspektionsreise unter Vorsitz von Howard Christian Naffziger (1884–1956) durch, einem Medizinprofessor der University of California. Daneben wurde am 10. November 1948 der Reis-Notfall-Ausschuss (Rice Emergency Board) geschaffen, dem unter anderem die Minister Mapa, Balmaceda und Lovina angehörten. Dieser legte den Reispreis auf 14 ₱ pro Cavan fest.
Während eines Besuchs des US-Luftwaffenstützpunktes Clark Field erneuerte Quirino im Beisein von Generalmajor Eugene L. Eubank, Kommandierender General der Thirteenth Air Force, eine Erklärung zur philippisch-US-amerikanischen Freundschaft. Im Rahmen der beabsichtigten Erweiterung der Luftwaffenbasis zahlte die US-Luftwaffe am 13. Oktober 1948 918.776 ₱. Zum anderen wurden der philippinischen Regierung am 18. November 1948 von der 98.912 Quadratmeter in verschiedenen Provinzen auf der Grundlage des US-amerikanischen Gesetzes über Eigentum auf den Philippinen von 1946 (Philippine Property Act of 1946) für den symbolischen Kaufpreis von 1 ₱ übergeben. Am 10. Dezember 1948 findet die offizielle Feierstunde für einen Freundschaftsvertrag mit Italien statt, der am 8. Juli 1947 in Rom durch die beiden Außenminister Quirino und Carlo Sforza unterzeichnet wurde. Nachdem das Rücktrittsgesuch des Chefs des Generalstabes der Streitkräfte, Generalmajor Rafael Jalandoni, am 11. Dezember 1948 angenommen wurde, übernahm der bisherige Chef der Philippine Constabulary, Brigadegeneral Mariano Castañeda, dessen Funktion und wurde zugleich zum Generalmajor befördert. Dessen Nachfolger als Chef der Constabulary wurde wiederum der Berater des Präsidenten, Oberst Alberto Ramos, der daraufhin seine Beförderung zum Brigadegeneral erhielt.

### Gründung der Zentralbank und Wirtschaftsprogramme
Am 15. Dezember 1948 kündigte Quirino die offizielle Gründung der Zentralbank der Philippinen zum 3. Januar 1949 an. Nach der Einsetzung eines Währungsausschusses am 23. Dezember 1948 benannte er am 24. Dezember 1948 Finanzminister Miguel Cuaderno zum ersten Gouverneur der Zentralbank. Daraufhin wurde am 5. Januar 1949 der bisherige Vorsitzende der Haushaltskommission Pio Pedrosa neuer Finanzminister, während der stellvertretende Generalauditor Pio Joven zum neuen Vorsitzenden der Haushaltskommission ernannt wurde. Aufgrund der Reparationszahlungen durch die ehemalige japanische Besatzungsmacht hatten die Philippinen bis Januar 1949 Materialien im Gesamtwert von 24.087.946 ₱ erhalten.

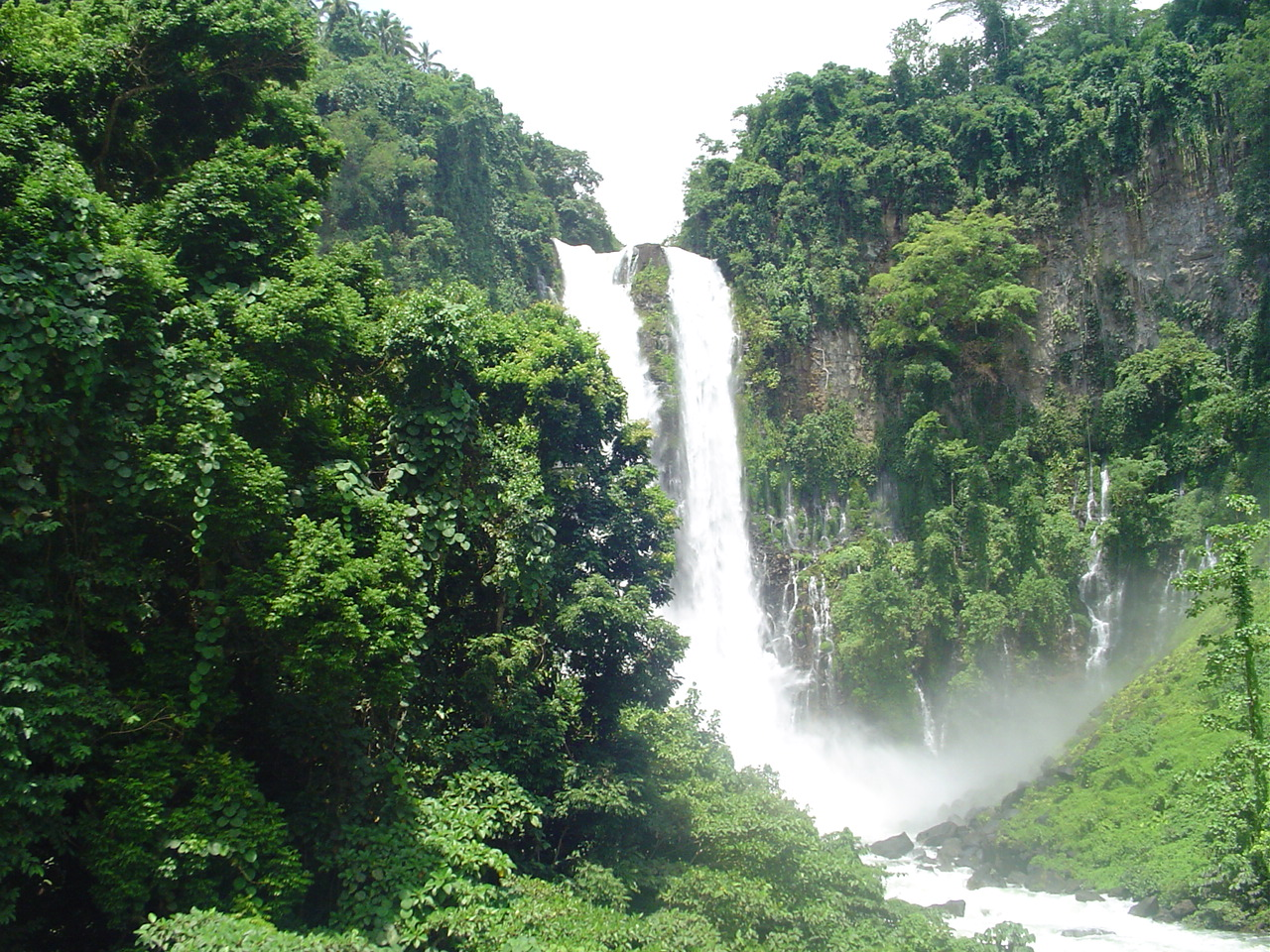
Während der Präsidentschaft Quirinos wurde der Bau eines Wasserkraftwerkes beim María-Cristina-Wasserfall beschlossen

Am 5. Februar 1949 billigte der Nationale Wirtschaftsrat ein Programm mit einem Gesamtvolumen von 115 Millionen ₱ zur Finanzierung einkommensfördernder Entwicklungsprojekte. Am 8. Februar 1949 legte Präsident Quirino dem Kongress den Haushaltsentwurf 1949/1950 vor, der 282.698.735 ₱ und Einnahmen von 304.000.000 ₱ vorsah. Am 4. März 1949 unterzeichnen Quirino und der spanische Gesandte Teodomiro de Aguilar y Salas mit den Verträgen über akademische Abschlüsse und über beruflichen Austausch zwei weitere Abkommen mit der ehemaligen Kolonialmacht. Am 9. März 1949 kündigte die Nationale Energiegesellschaft NPC (National Power Corporation) ein umfangreiches Elektrizitätsprogramm an, das unter anderem den Bau von Wasserkraftwerken in Itogon, Ambuklaw, Lumot und dem María-Cristina-Wasserfall vorsah. Allein für das Lumot-Projekt wurden am 19. März 1949 1 Million ₱ durch den Nationalen Wirtschaftsrat bewilligt. Berater der Regierung bei diesen Projekten war Generalmajor Hugh John Casey, Chefingenieur beim Obersten Befehlshaber für die Alliierten Kräfte in Japan SCAP (Supreme Commander for the Allied Powers). Am 9. März 1949 forderte Quirino den Senat auf, dem Kongress-Gesetz Nr. 2313 zuzustimmen, das die Bereitstellung von 33 Millionen ₱ zum Betrieb von 6000 zusätzlichen Schulklassen vorsah. Am 17. März 1949 wurde Konteradmiral Ralph Waldo Christie durch Konteradmiral Francis P. Old als Kommandeur der US Navy auf den Philippinen abgelöst. Am 25. März 1949 billigte das Kabinett den Entwurf einer neuen Münzreihe mit Porträts von Nationalhelden der Philippinen.

### Impeachment-Verfahren und weitere Maßnahmen zur Wirtschaftsförderung
Anfang April 1949 wird bekannt, dass gegen Präsident Quirino ein Amtsenthebungsverfahren (Impeachment) geprüft wird, dass dieser in einem Brief an den Sprecher des Repräsentantenhauses, Eugenio Pérez, als nur aus politischer Wirkung (for political effect) darstellt. Das dem Präsidenten vorgeworfene unerlaubte Eingreifen in öffentliche Wirtschaftsangelegenheiten wird durch den Minister für öffentliche Arbeiten und Kommunikation Ricardo Nepumuceno in einer Erklärung am 7. April 1949 zurückgewiesen (did not intervene in any manner whatsoever). In der Folgezeit gegen zahlreiche andere hohe Regierungsvertreter öffentliche Erklärungen zu den gegen den Präsidenten gerichteten Vorwürfe ab, darunter der Haushaltskommissar Pio Joven, der Unterstaatssekretär im Außenministerium Felino Neri und Finanzminister Pio Pedrosa.
Auf einer Sondersitzung des Kabinetts in Baguio City wird die Bewilligung von 10 Millionen ₱ für den Bau von Bewässerungssystemen zur Stabilisierung der Reisproduktion beschlossen. Nachdem durch ein Großfeuer in Cebu City ein Schaden von 8 Millionen ₱ entstand, entschließt sich die Regierung am 18. April 1949 zur Durchführung von Hilfsmaßnahmen für die 10.000 betroffenen Bewohner. Als Nachfolger von Generalmajor Albert M. Jones wurde Generalmajor Jonathan Anderson am 18. April 1949 neuer Leiter der US-amerikanischen Militärberatergruppe JUSMAG (Joint United States Military Advisory Group) auf den Philippinen. Am 21. April 1949 erklärte Finanzminister Pedrosa, dass die Steuer- und Zolleinnahmen seit April 1948 mit 278.131.833 ₱ die „höchsten Erwartungen übertroffen hätten“ (‚exceeded the brightest expectations‘) und somit zum ausgeglichenen Haushalt einen wesentlichen Beitrag geleistet hätten. Zu Verbesserung des Bildungssystems wurde am 22. April 1949 die Nationale Kommission für Bildung, Wissenschaft und Kultur (National Commission on Educational, Scientific and Cultural Matters) unter Vorsitz von Gabriel Manalac gegründet und löste damit den vor dem Zweiten Weltkrieg gegründeten Nationalen Bildungsrat ab. Am 22. April 1949 wurde zur Förderung der Ernährung unterentwickelter Kinder ein Programm der UNICEF in Höhe von 600.000 ₱ ins Leben gerufen.
Am 28. April 1949 kam die frühere First Lady und Vorsitzende des Philippinischen Roten Kreuzes Aurora Quezon bei einem Anschlag der Hukbalahap zusammen mit elf Begleitern in Bongabon ums Leben. Daraufhin wurden vom Präsidenten umfangreiche Sicherheitsmaßnahmen durch die Streitkräfte und die Constabulary sowie eine neuntägige Trauerbeflaggung angeordnet. Das Gebiet, in dem die Gattin des ehemaligen Präsidenten Manuel Quezon ums Leben kam, wurde ferner in Aurora Memorial Park umbenannt.
Ende April 1949 wurden einige wichtige Wirtschaftsdaten bekanntgegeben. Durch eine Holzproduktion von 2.277.838 Kubikmeter, der höchsten seit Kriegsende, wurden Exporteinnahmen von 4 Millionen ₱ erzielt. Zugleich erreichte die Bergbauproduktion mit 33.055.200 ₱ ebenfalls die höchste Produktion nach der Befreiung von der japanischen Besatzungsmacht. Am 23. Mai 1949 trat Myron M. Cowen sein Amt als neuer US-Botschafter auf den Philippinen an und wurde damit Nachfolger von Emmet O’Neal.
Zur Durchführung wichtiger Wirtschaftsprojekte erteilte die Regierung am 27. Mai 1949 der Zentralbank die Genehmigung zur Bereitstellung von 35 Millionen ₱. Bei der Einweihung der Parteizentrale der Liberal Party warb der Präsident für seine Wiederwahl bei den kommenden Wahl und wies insbesondere auf sein Programm zur Stabilisierung der Wirtschaft hin. Mit der Unterzeichnung des Kongressgesetzes Nr. 2833 wurde dem Präsidenten die Bevollmächtigung gegeben, bei der Internationalen Bank für Wiederaufbau und Entwicklung einen Kredit bis zu 100 Millionen ₱ zur Ankurbelung der Wirtschaft zu beantragen. Beim Parteikonvent der Liberal Party in der Santa Ana Recreation Hall wurde Quirino am 12. Juni 1949 ohne Gegenkandidaten für die Präsidentschaftskandidatur am 8. November 1949 nominiert. Durch ein Gesetz (Republic Act No. 372) wurden am 15. Juni 1949 2 Millionen ₱ zur Förderung von Viehzuchtbetrieben, Brut- und Aufzuchtstationen verabschiedet. Des Weiteren wurde während einer Kabinettssitzung am 21. Juni 1949 die Bereitstellung von 2,6 Millionen ₱ zur Entwicklung von 2500 Hektar Land in der Davao-Region zur Produktion von Manilahanf beschlossen. Am 27. Juni 1949 schlug der Nationale Wirtschaftsrat dem Präsidenten die Bereitstellung von 16 Millionen ₱ zum Bau einer Schiffswerft in Mariveles vor.

### Neuerliche Kabinettsumbildung und Entwicklung der Wirtschaft
Am 29. Juni 1949 kommt es zu einer weiteren Umbildung des Kabinetts. Das Amt von Justizminister Sabino Padilla, der Beigeordneter Richter am Obersten Gerichtshof wurde, übernahm der bisherige Minister für öffentliche Arbeiten und Kommunikation Ricardo Nepomuceno, während Prospero Sanidad neuer Minister für öffentliche Arbeiten und Kommunikation wurde.
Am 5. Juli 1949 verlängerte der Staatsrat die Befugnis des Präsidenten, über Dringlichkeitsentscheidungen auch größere Ausgaben zu tätigen, die ansonsten über den Kongress zu bewilligen wären wie zum Beispiel die Bewilligung von 33 Millionen ₱ für besondere öffentliche Schulklassen und 12 Millionen ₱ für die Standardisierung der Zahlung der Lehrergehälter. Diese Mittel waren zuvor nicht im allgemeinen Haushalt eingestellt. Am 8. Juli 1949 unterzeichnete Quirino während der Kabinettssitzung zwei weitere außerplanmäßige Ausgaben, die nicht im allgemeinen Haushalt eingestellt und durch die US-Regierung zum Ende des Haushaltsjahres finanziert waren, und zwar zum einen 52.404.581,33 ₱ für die Ausführung besonderer Gesetze aus dem Vorjahr, zum anderen 875.000 ₱ für bisher von den USA finanzierten besonderen öffentlichen Dienstleistungen wie Wetterbüro, Luftnavigationsdienst, Öffentlicher Gesundheitsdienst und Quarantänedienst. Während einer gemeinsamen Sitzung von Vertretern des Nationalen Wirtschaftsrates und der Zentralbank wird am 16. Juli 1949 hervorgehoben, dass der Anteil privater philippinischer Investoren seit der Unabhängigkeit am 4. Juli 1946 erheblich gestiegen sei, und nunmehr mit 58 Millionen ₱ Investitionen rund 49 Prozent der Gesamtinvestitionen von 117 Millionen ₱ privater Unternehmen betrug. Zugleich stieg das Investitionsvolumen staatlicher Unternehmen von 1946 von 120 Millionen ₱ auf 355 Millionen ₱ Ende 1948.

### Ausbau der Beziehungen zu den USA und Wahlkampf 1949

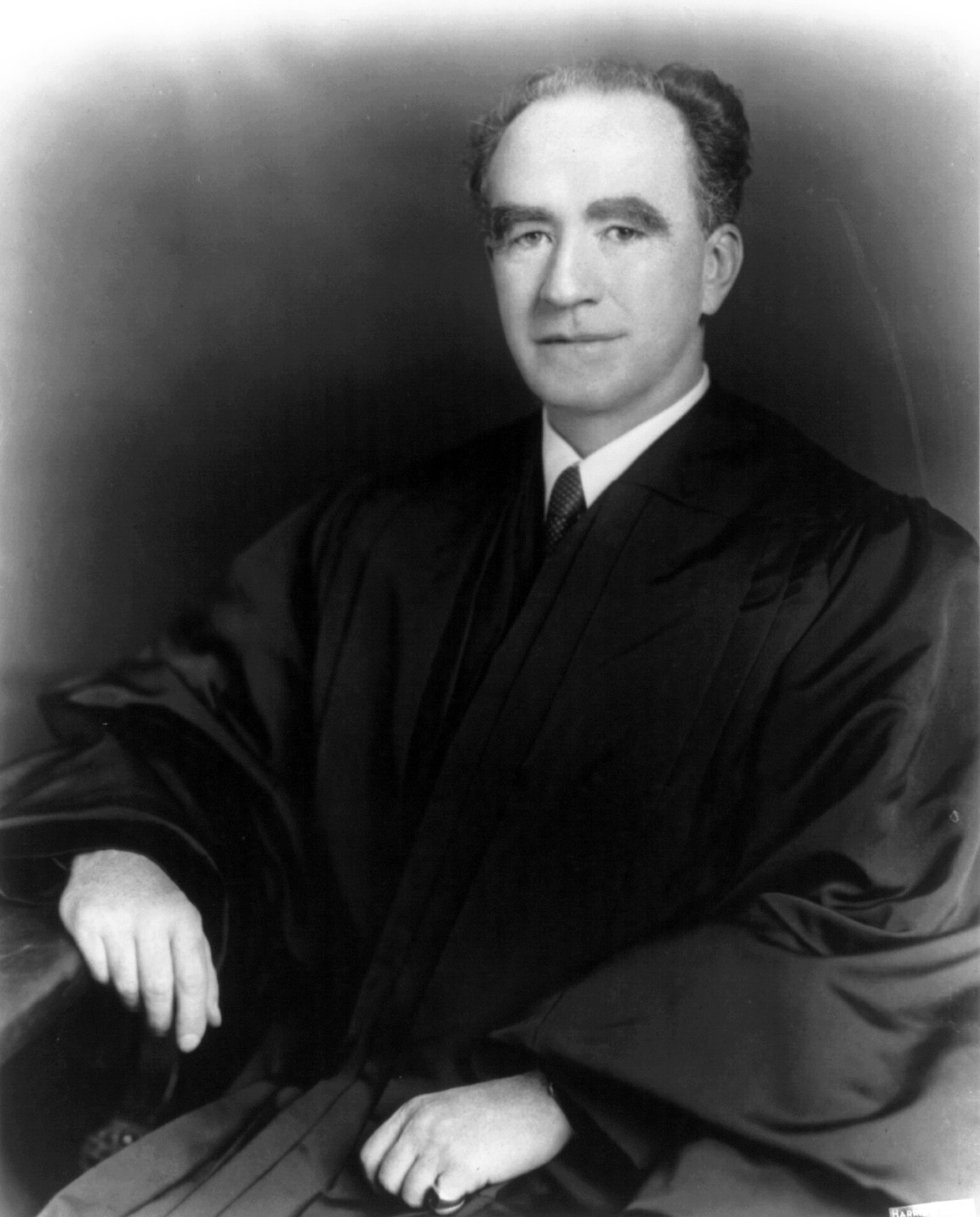
Nach dem Tode des ehemaligen US-Generalgouverneurs Frank Murphy am 19. Juli 1949 fand eine einwöchige Staatstrauer statt

Nach dem Tode des ehemaligen US-Generalgouverneurs der Philippinen Frank Murphy am 19. Juli 1949 ordnete Präsident Quirino eine einwöchige Staatstrauer an und bezeichnete Murphy als einen der beliebtesten sowie am meisten respektierten Generalgouverneure der Philippinen.
Am 6. August 1949 stattete Präsident Quirino der USA einen Staatsbesuch bis zum 17. August 1949 ab. Dabei wurde er vom US-Präsident Harry S. Truman empfangen und hielt eine Rede vor beiden Häusern des US-Kongresses. Während der Reise besuchte er Guam, Hawaii, San Francisco, Washington, D.C., New York City, wo ihm die Fordham University einen Ehrendoktortitel in Rechtswissenschaften verlieh, und Los Angeles. Nach der Reise stimmte der US-Kongress am 26. August 1949 einem Gesetz zu, das 12.685.000 $ für den Bau und Betrieb von Krankenhäusern für philippinische Kriegsveteranen sowie ein Medizinprogramm bewilligte. Am 31. August 1949 berief Quirino den ehemaligen Senator Ramon J. Fernandez zum Mitglied des Staatsrates, dem dieser als vierter ehemaliger Politiker angehörte, der nicht kraft Amtes als Minister Mitglied war. Auf einer Kabinettssitzung wurde am 6. September 1949 die Bewilligung von 1 Million ₱ für Projekte zum Schutz von Hochwasser beschlossen, die auch die Kanalisierung in Manila einschlossen.
Zusammen mit mehreren Ministern, hochrangigen Politikern und Militärs unternahm Quirino ab dem 8. September 1949 eine fünfzehntägige Tour nach Visayas und Mindanao für die Präsidentschaftswahl am 8. November 1949. Dabei hielt er Reden bei öffentlichen Wahlkampfauftritten in Tagbilaran, Surigao City, Mambajao, Cotabato City, Davao City, Zamboanga City, Dapitan City, Dipolog City, Dumaguete City, Bacolod City, San Jose, Capiz und Kalibo. Daran schloss sich eine zweitägige Wahlkampftour in Zentral-Luzon an, während der er unter anderem Wahlkampfauftritte in San Fernando, Lingayen und Urdaneta absolvierte. Am 12. Oktober 1949 trat der Präsident mit mehreren Spitzenpolitikern der Nacionalista Party (Eulogio Rodriguez, Jesus Barrera, Pedro Hernaez und Sotero Cabahug), die ihm die Zusammenarbeit mit der Regierung zur Durchführung von fairen und sicheren Wahlen zusicherten.
Am 20. September 1949 wurde der Ständige Vertreter bei den Vereinten Nationen Carlos P. Rómulo zum Präsidenten der UN-Vollversammlung gewählt. In einem Bericht zur medizinischen Versorgung erklärte Gesundheitsminister Antonio Villarama, dass es 79 Krankenhäuser, 473 Ambulatorien, 474 Pflegezentren und 665 öffentlichen Erstversorgungsstellen gäbe und diese 1691 Einrichtungen eine Verbesserung der Gesundheitsversorgung um 50 Prozent im Vergleich vor dem Zweiten Weltkrieg darstellen würden. Am 18. Oktober 1949 beschloss das Kabinett den Bau einer Zellstofffabrik in Höhe von 1,2 Millionen ₱ durch die National Development Company (NDC) aus dem 200 Millionen ₱-Wirtschaftsentwicklungsfonds der Zentralbank. Nach der Rückkehr von einem Arbeitsbesuch in den USA erklärte der stellvertretende Chef des Stabes der Streitkräfte, Brigadegeneral Calixto Duque, am 30. Oktober 1949, dass die Philippinen etwa 7 Millionen $ von den USA zur militärischen Unterstützung erhalten würde.
Am 2. November 1949 kam es aufgrund eines Taifuns kam es zu Verwüstungen in Cebu und Negros Occidental, woraufhin durch die Regierung Hilfsmaßnahmen eingeleitet wurden. Bei der Katastrophe kamen 585 Menschen ums Leben oder wurden vermisst. Des Weiteren wurden 30.650 Häuser zerstört, wodurch 194.519 Menschen obdachlos wurden.

### Wahl Quirinos zum Präsidenten bei den Wahlen vom 8. November 1949 und Amtsantritt am 30. Dezember 1949

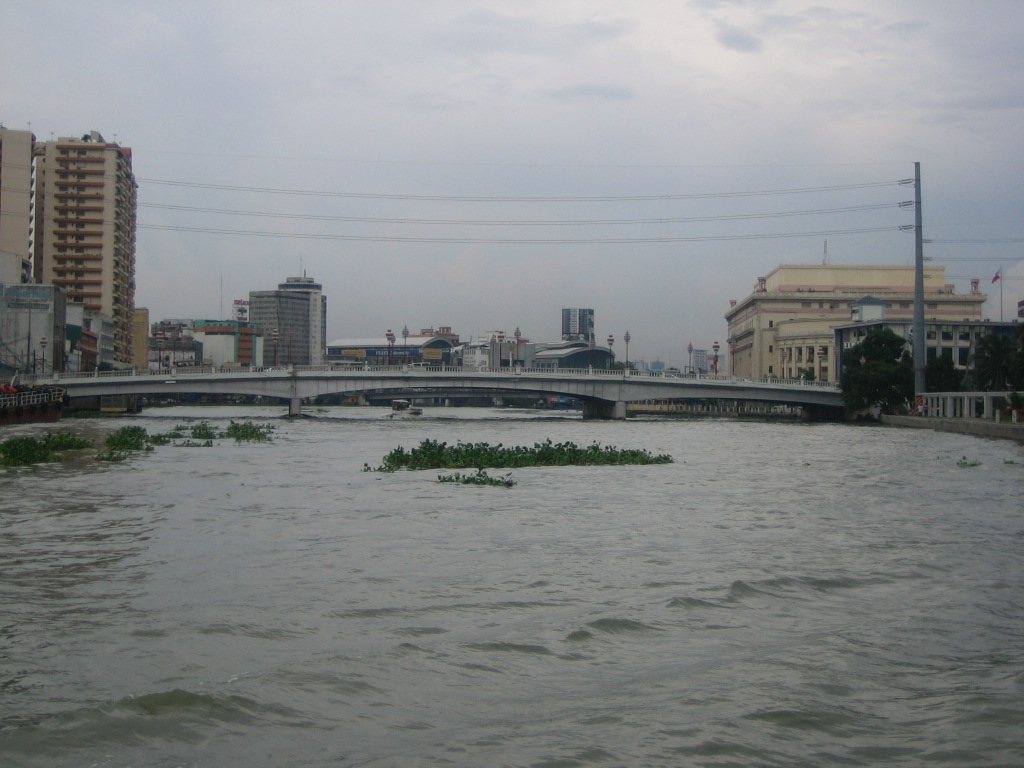
Die den Pasig überspannende Jones Bridge, mit deren Bau 1945 begonnen wurde, wurde 1950 den Philippinen von den USA übergeben

Im Rahmen der allgemeinen Wahlen fanden am 8. November 1949 auch Präsidentschaftswahlen statt, bei denen Quirino als Führer des nach ihm benannten Flügel der Liberal Party mit 1.803.808 Stimmen (50,93 Prozent) deutlich vor dem Kandidaten der Nacionalista Party und früheren Präsidenten, José P. Laurel, lag, auf den 1.318.330 Wählerstimmen (37,22 Prozent) entfielen. Drittplatzierter wurde José Avelino, der sich für den nach ihm benannten Flügel der Liberal Party antrat und 419.890 Stimmen (11,85 Prozent) bekam. Trotz der Spaltung der eigenen Partei gelang es Quirino damit, sich gegen Laurer durchsetzen, der insbesondere wegen der Kollaboration mit der japanischen Besatzungsmacht im Zweiten Weltkrieg kritisiert wurde.
Aus den Vizepräsidentschaftswahlen ging Fernando López als eindeutiger Sieger hervor, der als Kandidat des Quirino-Flügels der Liberal Party 1.341.284 Wählerstimmen (52,19 Prozent) bekam. Manuel Briones, der Bewerber der Nacionalista Party, erreichte 1.184.215 Stimmen (46,08 Prozent), während auf den Drittplatzierten Vicente J. Francisco, der für den Avelino-Flügel der Liberal Party antrat, nur 44.510 Stimmen (1,73 Prozent) entfielen. Neben den Präsidentschafts- und Vizepräsidentschaftswahlen fanden am 8. November 1949 zugleich Wahlen zum Senat statt. Dabei gewann die Liberal Party alle acht neu zu vergebenden Senatssitze. Bei den ebenfalls stattgefundenen Wahlen zum Repräsentantenhaus fielen 66 der 100 Sitze an die Liberal Party (60 Quirino-Flügel, 6 Avelino-Flügel), 33 Mandate an die Nacionalista Party sowie 1 Sitz an einen parteilosen Bewerber.
Am 11. November 1949 bewilligte das Kabinett in seiner ersten Sitzung nach den Wahlen Hilfsgelder in Höhe von 250.000 ₱ für die Taifunopfer auf Cebu und in Negros Occidental. Am 25. November 1949 empfing Präsident Quirino den Tennisspieler Felicisimo „Mighty Mite“ Ampon nach dessen sechsmonatiger Tour durch die USA und Europa, während der er unter anderem an den U.S. National Championships 1949 im Herreneinzel teilgenommen hatte. Aufgrund von Gewalttaten bei den Wahlen vom 8. November 1949 wurde bei einer Kabinettssitzung am 25. November 1949 der Einsatz von Sonderermittlern beschlossen. Am 26. November 1949 traf eine Gruppe von US-Kongressabgeordneten auf den Philippinen ein, um ehemalige Schutzgebiete der USA zu besuchen. Zu der Gruppe des Unterausschusses für öffentlichen Grundbesitz (US House Public Lands Sub-Committee) gehörten John E. Miles, William Lemke, Jay Le Fevre, Arthur L. Miller, Edward H. Jenison, Fred L. Crawford und Joseph Rider Farrington. Zwei Tage später traf eine Delegation des Unterausschusses für Bewilligungen des US-Senats ein, um mit dem Präsidenten über die wirtschaftliche Situation der Philippinen zu diskutieren. Zu dieser Gruppe gehörten die Senatoren Allen J. Ellender, Milton Young, Theodore F. Green, Homer S. Ferguson und William E. Jenner.
Am 13. Dezember 1949 kam es zur Wiedervereinigung der beiden Flügel der Liberal Party, nämlich der Quirinistas um den Präsidenten und der Avelinistas um Senatspräsident Jose Avelino. Am 30. Dezember 1949 legte Quirino seinen Amtseid zusammen mit Vizepräsident Fernando López vor dem Präsidenten des Obersten Gerichtshofes, Manuel Moran, ab.
Unmittelbar nach Ablegung des Amtseides kündete Präsident Quirino am 2. Januar 1950 sein Programm zur Beseitigung der Wohnungslosigkeit (Home-for-the-homeless-Program) an. Am 6. Januar 1950 ernannte der Präsident Unterstaatssekretär Felino Neri zum kommissarischen Außenminister mit Kabinettsrang. Am 7. Januar 1950 reiste Quirino erneut in die USA, wo er sich am 16. Januar 1950 einer Nierenstein-Operation am Johns Hopkins Hospital unterzog. Nach einem 34-tägigen Aufenthalt in den USA kehrte der Präsident am 11. Februar 1950 zurück auf die Philippinen.
Am 20. Februar 1950 unterzeichnete er das Internationale Weizen-Abkommen. Die Philippinen traten damit als 43. Staat diesem internationalen Abkommen bei, in dem sie die Produktion von 196.000 metrischen Tonnen Weizen bis Ende 1953 zusicherte, was 141.000 metrischen Tonnen Weizenmehl entspricht. Des Weiteren erfolgte am 25. Februar 1950 eine Erklärung, die den Bau des Filipino Veterans Hospital auf einer Fläche von 549.120 Quadratmeter in Quezon City vorsah. Am 11. März 1950 unterzeichneten Unterstaatssekretär Neri und US-Botschafter Cowen die Verlängerung des Militärischen Beistandsabkommens bis Juli 1953. Die philippinisch-US-amerikanische Freundschaft wurde am 23. März 1953 durch die feierliche Übergabe der neuen Jones Bridge über den Pasig bekräftigt. Die neue Brücke, mit deren Bau 1945 begonnen und die im Rahmen des Philippine Rehabilitation Act errichtet wurde, löste die 1916 gebaute erste Jones Bridge ab, die ebenfalls nach dem US-Kongressabgeordneten aus Virginia William Atkinson Jones benannt war.

### Streitkräftereform 1950 und weitere Wirtschaftsreformen

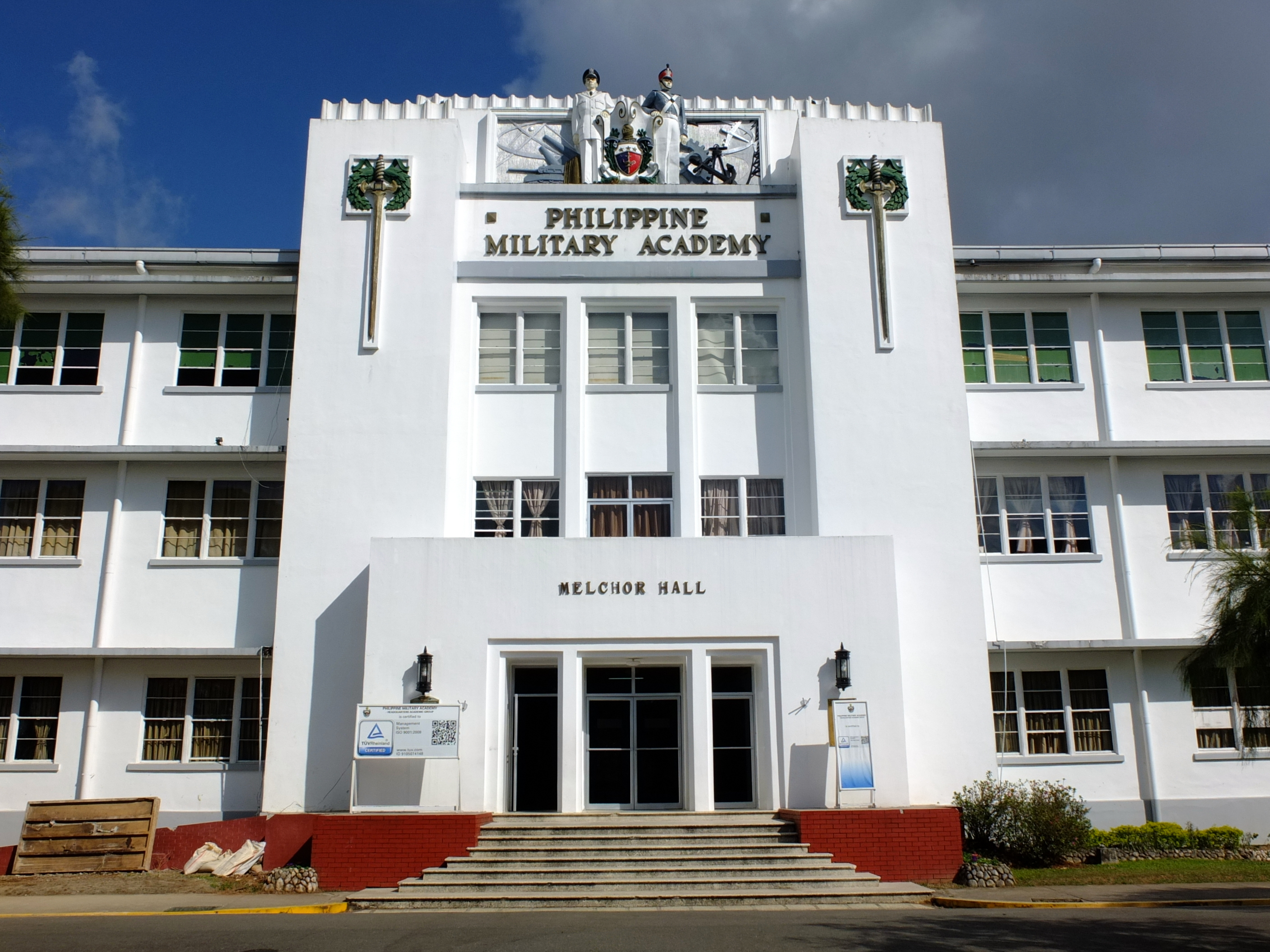
Die 1950 eröffnete Melchor Hall der Philippinischen Militärakademie in Baguio

Durch den Präsidialbeschluss Nr. 308 wurde am 31. März 1950 eine umfassende Neuorganisation der Streitkräfte angekündigt. Diese sah die Einteilung der Streitkräfte in fünf Hauptkommandos (Constabulary, Bodentruppen, Küstenwache, Luftwaffe und Rückwärtige Dienste) vor, die jeweils einem Kommandierenden General mit stellvertretenden Kommandeuren und Assistenten unterstanden sowie vom Präsidenten zu ernennen waren. Daneben sollte ein Allgemeiner Militärrat geschaffen werden, dem die Kommandierenden Generale sowie Kommandeure der Hauptkommandos angehörten und den Verteidigungsminister in administrativen und operativen Fragen der Streitkräfte beraten sollte. Die Philippine Constabulary sollte ihre bestehenden Dienste als nationaler Polizeiverband unter der operativen Kontrolle des Innenministers fortsetzen. Durch die Schaffung des neuen Kommandos Rückwärtige Dienste sollten die allgemeine Versorgung, Transportwesen und anderen Dienstleistungen der gesamten Streitkräfte abgewickelt werden. Am 23. Mai 1950 wurde das für 1,2 Millionen ₱ errichtete neue Gebäude der Philippine Military Academy (PMA) in Baguio.
Am 9. Mai 1950 ordnete der Präsident die Freigabe von weiteren fünf Millionen ₱ zur Entwicklung der Manilahanf-Industrie sowie von einer Million ₱ für das Entwicklungsprogramm der Regierung an. Am 10. Mai 1950 legte Quirino das Amt des Außenministers nieder und ernannte stattdessen den bisherigen Ständigen Vertreter bei der UNO, Carlos P. Rómulo, zum neuen Außenminister. Am 29. Mai 1950 wurde der Minister für Landwirtschaft und natürliche Ressourcen Placido L. Mapa zum kommissarischen Minister für wirtschaftliche Koordinierung ernannt, nachdem Vizepräsident Fernando López die Übernahme dieses neugeschaffenen Amtes abgelehnt hatte. Am 8. Juni 1950 ordnete Quirino an, dass alle Ministerien und Regierungsbehörden „geeignete und nachhaltige Maßnahmen gegen Bestechung und Korruption in ihren jeweiligen Behörden durchführen sollten“ (‚to take suitable and effective measures to eliminate or prevent graft and corruption in their respective departments, in order to establish the truth or to disprove current rumors and gossips on the existence of graft in the government service‘). Am 10. Juni 1950 berichtete Minister Mapa, dass die Produktion der Mineralindustrie zwar um 22 Millionen ₱ im Vergleich zum Vorjahr gestiegen, aber noch weit entfernt von der Vorkriegsproduktion mit einem Volumen von 100 Millionen ₱ entfernt sei. Am 14. Juni 1950 unterzeichnete der Präsident das Preisüberwachungssetz (Republic Act No. 509), das ihm für einen begrenzten Zeitraum die Festlegung von Rohstoffpreisen erlaubte, und die Einrichtung eines Preisverwaltungsausschusses (Price Administration Board ) vorsah, dessen Vorsitzender am 26. Juni 1950 Handels- und Industrieminister Cornelio Balmaceda wurde. Zur Steigerung der Produktion von Reis, Mais und anderen Nahrungsmitteln wurden in Bukidnon 38.309 Hektar, in Cotabato 103.286 Hektar und in Palawan 25.380 Hektar landwirtschaftliche Nutzfläche reserviert.
Am 1. Juli 1950 kündigte Justizminister Ricardo Nepomuceno seinen Rücktritt aus gesundheitlichen Gründen sowie zur „Aufrechterhaltung der harmonischen Beziehungen“ (‚the maintenance of harmonious relations‘) zwischen Präsident und Kongress an. Am 5. Juli 1950 nahm die Zivile Notstandsverwaltung (Civilian Emergency Administration) ihre Arbeit auf, die der Nationalen Notstandskommission (National Emergency Commission) unter dem Vorsitz des früheren Gouverneurs von Pangasinan, Senators und Verteidigungsministers Teofilo Sison unterstellt wurde. Nachdem der Sitzung des UN-Sicherheitsrates vom 27. Juni 1950 sprach sich Außenminister Carlos P. Rómulo am 7. Juli 1950 für eine Unterstützung Südkoreas mit Reis, Medikamenten und Kokosnussprodukten sowie moralischem Beistand gegen die kommunistischen Aggressoren aus. Am 12. Juli 1950 übergab die US-Regierung den Philippinen weitere Grundstücke aus ihrem Besitz in einem Gesamtwert von mehr als 2,3 Millionen ₱. Am 13. Juli 1950 wurde Generalmajor Jonathan Anderson als Leiter der US-amerikanischen Militärberatergruppe JUSMAG durch Generalmajor Leland Hobbs abgelöst, der zuvor Kommandierender General des in Japan stationierten IX. Korps war.

### Bevölkerungsentwicklung, Regierungsumbildungen 1950 und weitere US-Finanzhilfen

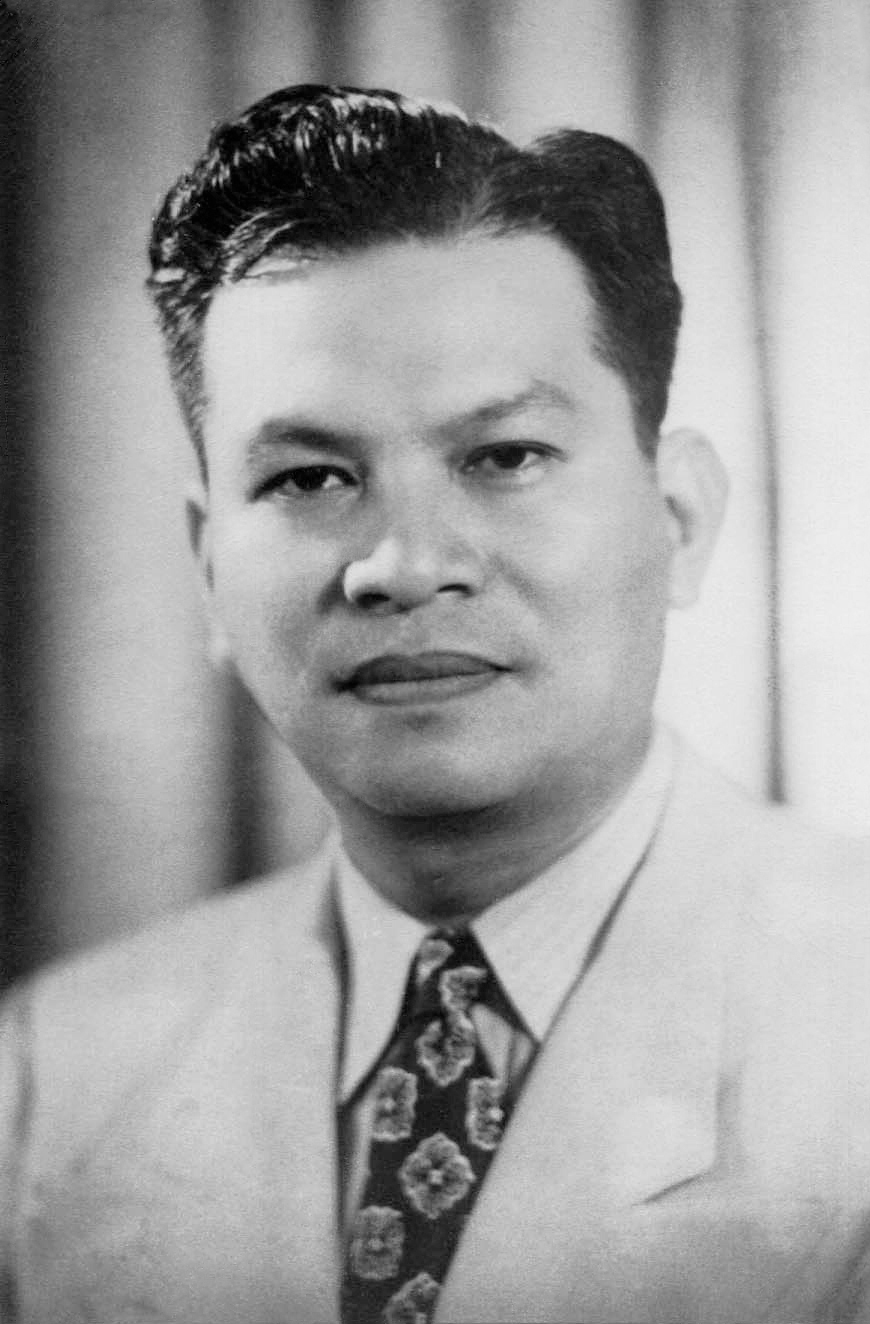
Ramon Magsaysay, der 1953 Präsident der Philippinen wurde, trat am 31. August 1950 als Verteidigungsminister in das Kabinett Quirino ein

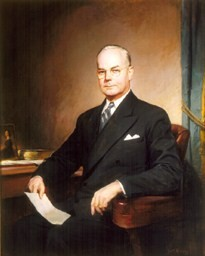
US-Finanzminister John W. Snyder unterzeichnete am 6. November 1950 ein Haushaltskreditabkommen, in dem die USA 70 Millionen ₱ zur Verfügung stellte

Im Juli 1950 wurden die Ergebnisse der letzten Volkszählung durch das Bureau of the Census and Statistics vorgestellt. Demnach stieg die Bevölkerung seit der vorletzten Volkszählung um 250.000 Menschen auf 19.497.000 Einwohner. Die Geburtenrate des Jahres 1949 lag bei 21,11 je Tausend, während die Sterberate 1949 9,28 je Tausend Einwohner betrug.
Am 29. Juli 1950 kündigte das Präsidialamt an, dass zusammen mit den allgemeinen Wahlen im November 1951 aus Gründen der Wirtschaftlichkeit auch erst die Nachwahl zur Besetzung zweier Senatssitze durchgeführt werden, und zwar für den Sitz des verstorbenen Senator Vicente Sotto sowie den Sitz des zum Vizepräsidenten gewählten Fernando López. Am 14. August 1950 legte Quirino dem Kongress einen Nachtragshaushalt für das Haushaltsjahr 1950/1951 in Höhe von 96,8 Millionen ₱ vor, von denen 86,8 Millionen ₱ und 10 Millionen ₱ für außerordentliche Ausgaben verwendet werden sollten. Am 29. August 1950 wurde der bisherige Unterstaatssekretär im Justizministerium und Leiter der Einwanderungskommission Jose P. Bengzon zum kommissarischen Justizminister ernannt. Zwei Tage später trat Verteidigungsminister Ruperto K. Kangleon zurück und wurde durch Ramon Magsaysay abgelöst, der 1953 Quirinos Nachfolger als Präsident wurde.
Weitere zwei Wochen später erfolgte eine weitere Kabinettsumbildung am 14. September 1950. Vizepräsident Fernando López wurde zugleich Minister für Landwirtschaft und natürliche Ressourcen, Jose P. Bengzon Justizminister, Pablo Lorenzo Bildungsminister, Juan C. Salcedo, Jr. Gesundheitsminister und Salvador Araneta Minister für wirtschaftliche Koordinierung. Die bisherigen Minister Placido L. Mapa, Prudencio Langcauon und Antonio Villarama schieden aus der Regierung aus. Mapa wurde daraufhin Vorstandsvorsitzender der Rehabilitation Finance Corporation (RFC), die unter anderem mit der Auflösung der Schifffahrtsverwaltung (Philippine Shipping Administration) betraut wurde. Des Weiteren übernahm der Minister für öffentliche Arbeiten und Kommunikation am 21. September 1950 die Position als Geschäftsführer der Manila Railroad Company, während Innenminister Sotero Baluyut zugleich kommissarischer Minister für öffentliche Arbeiten und Kommunikation wurde.
Am 6. November 1950 unterzeichnete Außenminister Rómulo in Washington, D.C. zusammen mit US-Finanzminister John W. Snyder ein Haushaltskreditabkommen, in dem die USA den Philippinen weitere 70 Millionen ₱ zur Verfügung stellte. Am 1. Dezember 1950 gibt der Präsident die Bildung einer Nationalen Planungskommission (National Planning Commission) bekannt, deren Vorsitzender Jorge B. Vargas. Weitere Mitglieder waren der Minister für öffentliche Arbeiten Sotero Baluyut, Jose Paez und Haushaltskommissar Pio Joven. Am 12. Dezember 1950 folgte die Einsetzung einer neunköpfigen Arbeitsgruppe, die mit US-Finanzhilfen in Höhe von 3 Millionen ₱ die Situation der Slumgebiete Manilas verbessern sollte. Am darauf folgenden Tag verkündete Quirino Sofortmaßnahmen zur Verbesserung der Ernährungs- und Gesundheitssituation von 6000 betroffenen Familien in diesen Gebieten.

### Reorganisation der Regierung und Kampf gegen die Hukbalahap
Durch einen Regierungserlass (Executive Order No. 383) wurde am 20. Dezember 1950 die Auflösung des Innenministeriums verkündet und dessen Aufgaben dem Präsidialamt übertragen. Zuvor hatte Quirino darüber im Rahmen einer allgemeinen Umgestaltung der Regierung mit dem Präsidenten Pro Tempore des Senats, Quintín B. Paredes, und dem Vorsitzenden des Gemeinsamen Kongressausschusses für die Reorganisation der Regierung, Agustin Y. Kintanar, beraten. Zwei Tage später wurde am 22. Dezember 1950 durch die Executive Order No. 386 das erst am 29. Mai 1950 geschaffene Ministerium für wirtschaftliche Koordinierung aufgelöst und durch eine Behörde für wirtschaftliche Koordinierung ersetzt. Administrator dieser Behörde wurde der bisherige Minister Salvador Araneta. Bei der offiziellen Amtseinführung von Arbeitsminister Jose Figueras am 28. Dezember 1950 forderte der Präsident in einer Rede vor 3000 Gewerkschaftsfunktionären die Gewerkschaften auf, die Regierung im Kampf gegen den Kommunismus zu unterstützen. Die Umgestaltung der Regierung wurde abgeschlossen durch die Executive Order No. 392 vom 31. Dezember 1950, in der Quirino die Reorganisation zahlreicher Ministerien, Behörden, Ämter und Agenturen anordnete und die zum 1. Januar 1951 in Kraft trat. Dadurch wurde die Zahl der Ministerien von 13 auf zehn verringert. Durch einen weiteren Regierungserlass vom 4. Januar 1951 wurde die Kommission für soziale Wohlfahrt (Social Welfare Commission) und das Präsidiale Aktionskomitee zur sozialen Verbesserung PACSA (President’s Action Committee on Social Amelioration) zur Verwaltung für soziale Wohlfahrt (Social Welfare Administration) zusammengefasst, deren Administratorin Asuncion A. Perez wurde.
Nach dem Tode des Direktors des Nationalen Kriminalamtes NBI (National Bureau of Investigation), Pardo de Tavera, übernahm der Chef der Constabulary, Brigadegeneral Alberto Ramos, dieses Amt am 6. Januar 1951 kommissarisch. Nach einem Bericht von Verteidigungsminister Magsaysay über die neuesten Gräueltaten der Hukbalahap in den Provinzen Bataan und Tarlac entschied sich das Kabinett am 12. Januar 1951 zu einem härteren Vorgehen im Kampf gegen die Huks und andere Banden. Mit der Durchführung der Operation wurde eine Einheit aus drei guerillakampferprobten Kompanien unter Oberst Marking Agustin beauftragt. Nachdem Brigadegeneral Calixto Duque am 15. Januar 1951 als Nachfolger von Generalmajor Mariano Castañeda kommissarischer Chef des Generalstabes der Streitkräfte geworden war, wurde er mit einer weiteren Reorganisation der Streitkräfte beauftragt.
Präsident Quirino legte dem Kongress am 23. Januar 1951 den geänderten Haushaltsentwurf vor, der aufgrund der Regierungsreorganisation um 5 Millionen ₱ gesenkt werden konnte und somit nur noch 340.545.970 ₱ betrug. Am 8. März 1951 bewilligte der Präsident 1,2 Millionen ₱ für Maßnahmen zur Instandsetzung von Straßen, die durch Taifune und Überschwemmungen im November und Dezember 1950 zerstört worden waren. Am 16. März 1951 wurde Ricardo Paras neuer Präsident des Obersten Gerichtshofes und damit Nachfolger von Manuel V. Moran, der das Amt des Botschafters in Spanien übernommen hatte. Darüber hinaus übernahm Oberst Eustacio B. Orobia am 20. März 1951 von Brigadegeneral Pelagio Cruz die Funktion als Kommandeur der Luftwaffe. Am 30. März 1951 wurde ferner Oberst Florencio Selga zum Chef der Philippine Constabulary ernannt und am 28. Mai 1951 zum Brigadegeneral befördert. Am 5. April 1951 übernahm der Minister im Präsidialamt Teodoro Evangelista kommissarisch das Amt des Bildungsministers sowie am 7. April 1951 Verteidigungsminister Magsaysay zusätzlich das Amt des Vorstandsvorsitzenden der Manila Railroad Company (MRR). Am 28. April 1951 legte Quirino dem Kongress zwei Dringlichkeitsvorlagen vor, und zwar über 35 Millionen ₱ für öffentliche Bauvorhaben sowie über 350.000 ₱ für die Arbeit der Lohnverwaltung für die Umsetzung des Mindestlohngesetzes.

### Unterstützung der USA im Koreakrieg und Beziehungen zu Japan
Als Verbündeter der USA nahmen die Philippinen am Koreakrieg teil, unter anderem mit dem 10th Battalion Combat Team (BCT) unter Oberstleutnant Dionisio Ojeda, der am 28. April 1951 zum Oberst befördert wurde. Am 7. Mai 1951 empfing der Präsident Ehefrauen und Familienangehörige der Soldaten des 10. BCT, denen er zusicherte, die eingesetzten Truppen abzulösen.
Zu Ehren des am 15. April 1948 verstorbenen Präsidenten Manuel Roxas wurde dessen Geburtsstadt Capiz am 12. Mai 1951 in Roxas City umbenannt.
Am 23. Mai 1951 ordnete der Präsident den Kampf gegen Schmuggel-Banden an, die von Cagayan de Sulu aus in Hongkong, Sandakan und den Südphilippinen bei Jolo operieren. Am 2. Juni 1951 billigte der Präsident 3,4 Millionen ₱ für den Bau und Betrieb von zahlreichen Grundschulklassen für das Haushaltsjahr 1951. Laut Bildungsminister Evangelista war die Gesamtsumme von 130,8 Millionen ₱ für die komplette schulische Infrastruktur notwendig. Am 20. Juni 1951 stimmte das Kabinett der Verlängerung des zum 30. Juni 1951 befristeten und auf ein Gesamtvolumen von 50 Millionen $ begrenzten Handelsabkommens mit Japan zu. Am 22. Juni 1951 stimmte eine Arbeitsgruppe dem Abschluss eines Friedensvertrages mit Japan zu unter der Voraussetzung der Zahlung von Reparationsleistungen für Schäden im Zweiten Weltkrieg, die laut dieser Arbeitsgruppe mit 8 Milliarden $ beziffert werden. Das US-Außenministerium hatte die philippinische Regierung durch den Vertragsexperten und späteren US-Botschafter in Japan, John Moore Allison, beraten.

### Teilnahme am Koreakrieg, Staatsbesuche in die USA und nach Spanien 1951

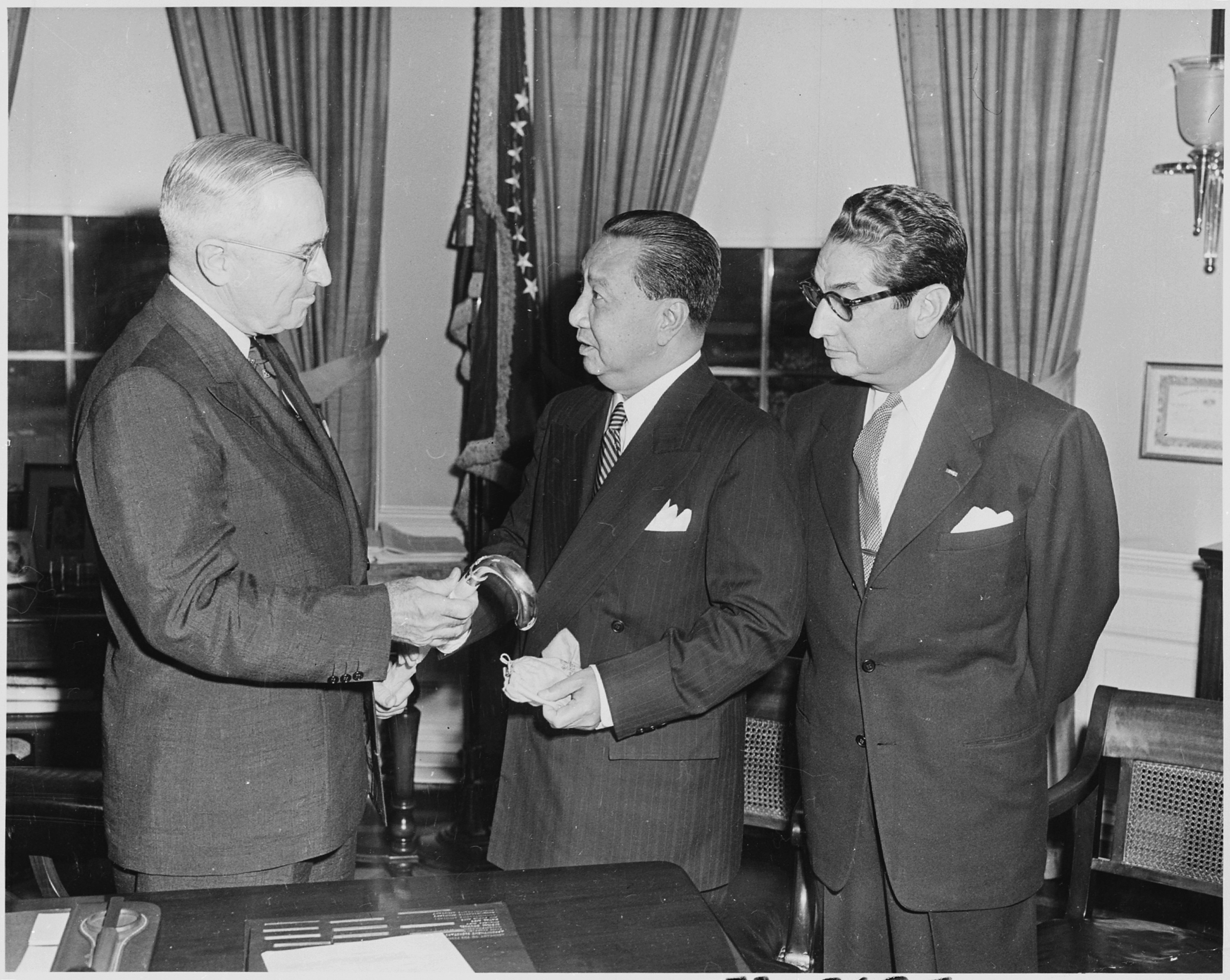
Am 30. August 1951 unterzeichneten US-Präsident Harry S. Truman (links) und Präsident Quirino einen Sicherheitspakt, der zum aktiven Eingreifen der Philippinen in den Koreakrieg führte

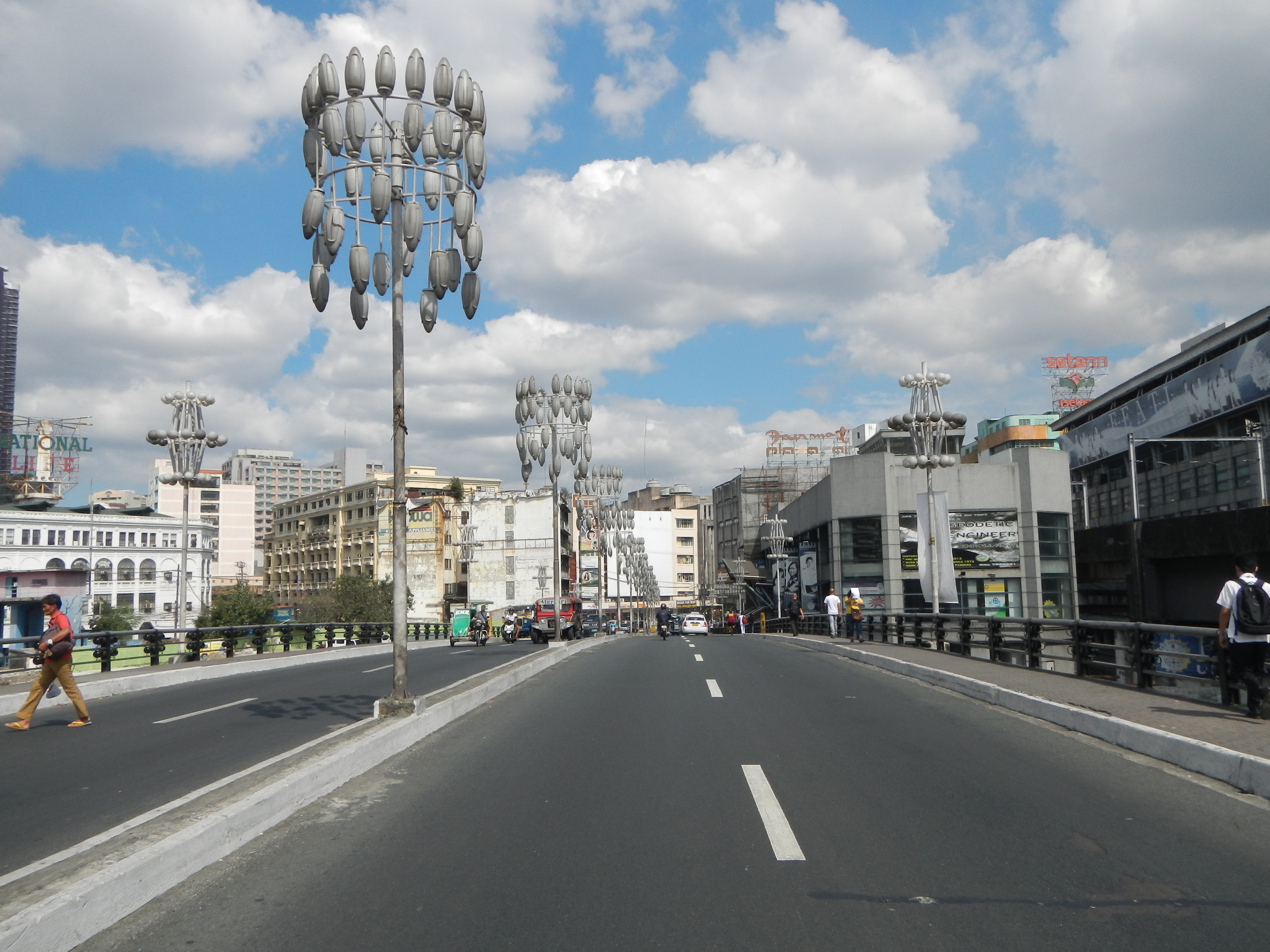
Die 1952 eingeweihte MacArthur Bridge über den Pasig wurde nach General Douglas MacArthur benannt, der die Philippinen im Zweiten Weltkrieg von der japanischen Besatzungsmacht befreite

Durch den Regierungserlass Nr. 456 vom 1. Juli 1951 wurde die Importkontrollkommission (Import Control Commission) unter Vorsitz von Alfredo Montelibano geschaffen. Am 9. Juli 1951 bewilligte der Präsident 9,1 Millionen ₱ für die Unterhaltung den Betrieb von Schulklassen in den Provinzen Negros Occidental und Sorsogon. Nach einer Sitzung der wiedereingesetzten Nationalen Reis- und Maisgesellschaft (National Rice and Corn Corporation) wurde der Import von 25.000 Tonnen Reis aus Thailand zur Stabilisierung der Lebensmittelversorgung beschlossen. Am 26. Juli 1951 bewilligte Quirino zusätzliche Haushaltsmittel von 9 Millionen ₱ für den Bau und die Unterhaltung von Brücken, nationalen Straßen sowie Provinzstraßen. Am 30. Juli 1951 bewilligte der Präsident zudem 1.888.825 ₱ für die Nationale Werften- und Stahlgesellschaft NASSC (National Shipyard and Steel Corporation) sowie den Nationalen Entwicklungsrat NDC für den Bau von hochseetauglichen Schiffen. Am 1. August 1951 empfing Quirino Roland Renne, Präsident der Montana State University und zugleich neuer Leiter der US-amerikanischen Behörde für wirtschaftliche Zusammenarbeit mit den Philippinen ECA (Economic Cooperation Administration), sowie am 17. August 1951 Generalmajor Albert Pierson, der als Nachfolger von Generalmajor Leland Hobbs neuer Leiter der US-amerikanischen Militärberatergruppe JUSMAG wurde. Am 24. August 1951 wurde Oberst Jesus Vargas Nachfolger von Oberst Amado Bautista als Vizechef des Generalstabes der Streitkräfte.
Am 29. August 1951 reise Quirino erneut in die USA und unterzeichnete in Washington, D.C., mit US-Präsident Harry S. Truman einen Sicherheits- und Verteidigungspakt. Durch dieses Beistandsabkommen verpflichtete sich die philippinische Regierung nunmehr auf der Seite der USA aktiv in den Koreakrieg einzugreifen. Zu diesem Zweck wurden fünf Bataillone nach Korea entsandt. Diese bildeten die Expeditionsstreitkräfte PEF (Philippine Expeditionary Force). Obwohl die Hukbalahap durch die militärischen Aktionen geschwächt wurde und ihre Führung zerschlagen war, breiteten sich die gegen die Oligarchie der Reichen und ihre US-amerikanischen Verbündeten gerichteten Unruhen über ganz Luzon und die Nachbarinseln aus. In der Folgezeit hielt sich Quirino weitere Zeit in den USA zu medizinischen Untersuchungen nach seiner Nierensteinoperation am Johns Hopkins Hospital im Januar 1950.
Am 4. September 1951 bewilligte er die Freigabe von 1,98 Millionen ₱ zum Ankauf von 10 Lokomotionen aus Japan für die Manila Railroad Company. Am 8. September 1951 unterzeichnete er den Friedensvertrag mit Japan. Bei einem Treffen mit General Douglas MacArthur, dem Befreier der Philippinen im Zweiten Weltkrieg, am 18. September 1951 in New York City kündigte Quirino an, dass die als Ersatz für die 1945 zerstörte Santa Cruz Bridge über den Pasig gebaute Brücke den Namen MacArthur Bridge erhalten wird.
Am 30. September 1951 traf Quirino an Bord der Constitution in Cádiz zu einem Staatsbesuch in Spanien ein, das bis zum Spanisch-Amerikanischen Krieg 1898 Kolonialmacht auf den Philippinen war. Während des Besuches kam es zu Treffen mit dem franquistischen Staatsoberhaupt Francisco Franco und Außenminister Alberto Martín Artajo, aber auch Bildungsminister Joaquín Ruiz-Giménez, Industrieminister Joaquín Planell, Kriegsminister Agustín Muñoz Grandes. Nach einem weiteren Staatsbesuch in Italien traf Quirino am 11. Oktober 1951 in Manila ein.
Im Rahmen des Programms zur Übergabe von Ländereien an Wohnungslose wurden am 16. Oktober 1951 Mittel in Höhe von 2,3 Millionen ₱ bewilligt. Darüber hinaus erfolgte am 22. Oktober 1951 die Bewilligung von 1,6 Millionen ₱ zur Bezahlung zusätzlicher Lehrer. Am 23. Oktober 1951 endete die Akkreditierung von US-Botschafter Cowen. Am 26. Oktober 1951 wurde mit dem Quirino Housing Project begonnen, das 5000 einfache Häuser in Quezon City mit einem Gesamtvolumen von 18 Millionen ₱ schaffen sollte. Am 7. November 1951 erhält Verteidigungsminister Magsaysay vom Präsidenten die Anweisung, Ausschreibungen in Höhe von 18,8 Millionen ₱ für den Bau der Veteranenkrankenhäuser einzuleiten.

### Senatswahlen November 1951
Als die Aufstände der Hukbalahap in Zentral-Luzon zunahmen, nahm die Wahlbeteiligung an den Wahlen zum Senat am 13. November 1951, den sogenannten Midterm-Elections, massiv zu. Diese stellten damit de facto ein Referendum zur Politik von Präsident Elpidio Quirino dar, der die Präsidentschaftswahlen zwei Jahre zuvor gewonnen hatte. Trotz der Wiederzusammenlegung der beiden Flügel der Liberal Party, der Quirinistas und Avelinistas, war die Regierung Quirino weit entfernt davon, populär zu sein. Besonders ihre Unfähigkeit zur Bekämpfung der Korruption sowie die erfolglosen Versuche gegen die polizeiliche Gesetzlosigkeit in den ländlichen Gebieten hatte traurige Berühmtheit erlangt. Die Nacionalista Party zog ihren Vorteil aus dieser Situation und führte einen aktiven Wahlkampf gegen die Liberale Partei zur Rückgewinnung der Mehrheit im Senat. Die Nationalistische Partei unter der Führung von José P. Laurel, Quirinos Hauptgegner bei den Präsidentschaftswahlen vom 8. November 1949, gewann alle acht zu vergebenden Senatssitze, was erstmals einen vollständigen Sieg der bisherigen Opposition im Senat darstellte. Die Ablehnung der Regierung Quirino war dabei so groß, dass selbst der Spitzenkandidat der Liberal Party und bisherige Senatspräsident Mariano Cuenco sein Senatssitz verlor. Laurel erzielte mit 2.143.452 Stimmen (48,8 Prozent) das beste Wahlergebnis, was als seine politische Rehabilitation nach den vormaligen Vorwürfen der Kollaboration mit der japanischen Besatzungsmacht im Zweiten Weltkrieg gesehen wurde. Er war damit der erste und bislang einzige Präsident, der nach seiner Präsidentschaft dem Senat angehörte. Felisberto Verano von der Nacionalista Party gewann die ebenfalls am 13. November 1949 abgehaltenen Nachwahlen, um den vakanten Sitz des nunmehrigen Vizepräsidenten Fernando López zu besetzen. Die 1941 eingeführte Blockabstimmung war durch das Gesetz Nr. 599 aus dem Jahr 1951 abgeschafft worden, was in den meisten späteren nationalen Wahlen zu größeren Splitterergebnissen führte.
Im Vorfeld der Wahlen kam es mehrfach zu Unregelmäßigkeiten wie zum Beispiel bei der Registrierung von Wählern in Lanao am 2. November und Cavite am 9. November. Darüber hinaus wurde noch am Wahltag der amtierende Gouverneur der Provinz Ilocos Sur, Perfecto Faypon, wegen des Vorwurfes von Geldmängeln, Eigentumsrechenschaftsverstößen, Schwarzmarkthandel mit Zigarettenrationen, Machtmissbrauch, Erpressung, Fälschungen, Unredlichkeit und Fehlverhalten im Amt vom Präsidenten abgesetzt.

### Erneuter Ausbruch des Hibok-Hibok und Haushaltssituation

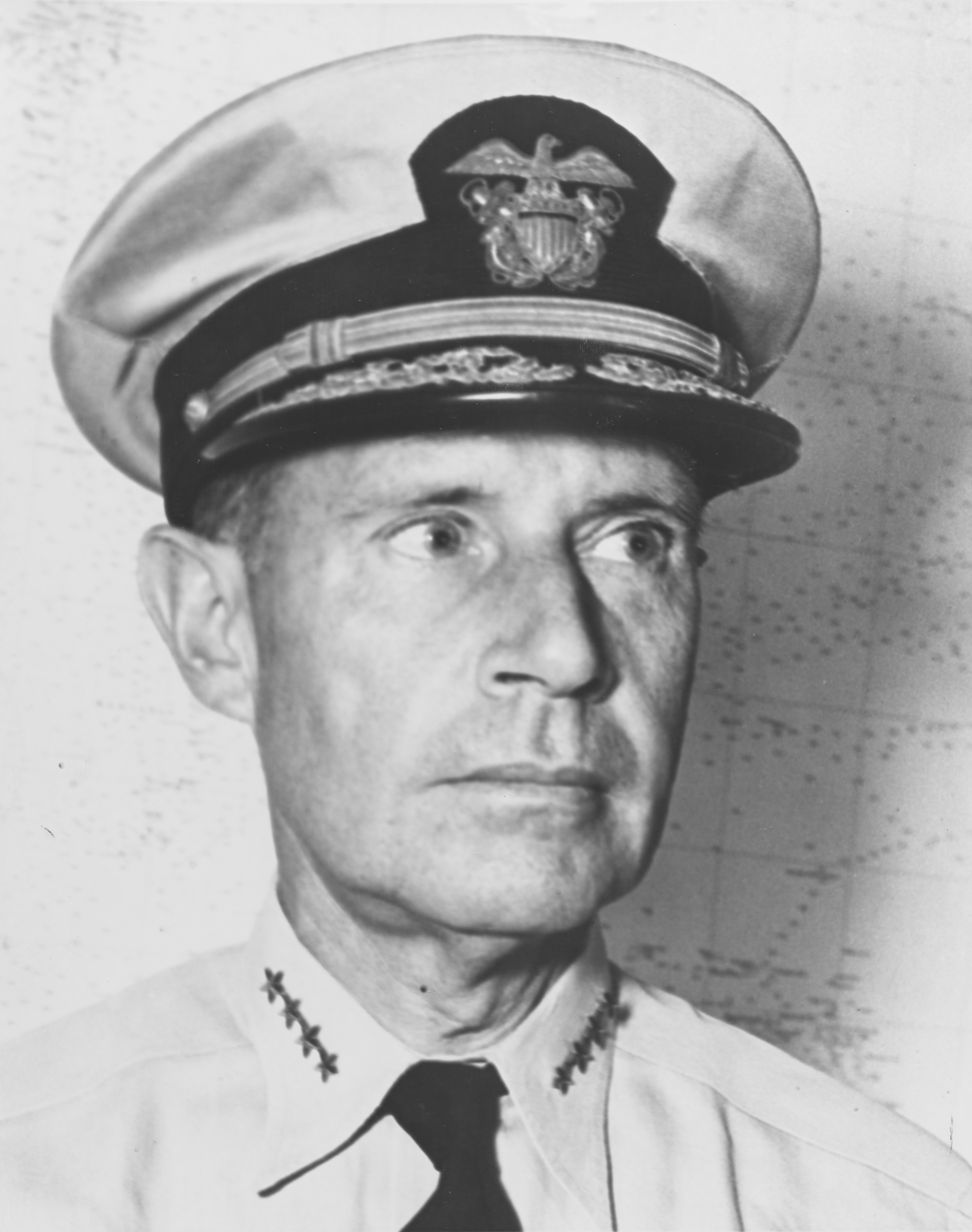
Der ehemalige Oberkommandierende der US-Pazifikflotte Admiral Raymond A. Spruance war zwischen 1952 und 1955 US-Botschafter in den Philippinen

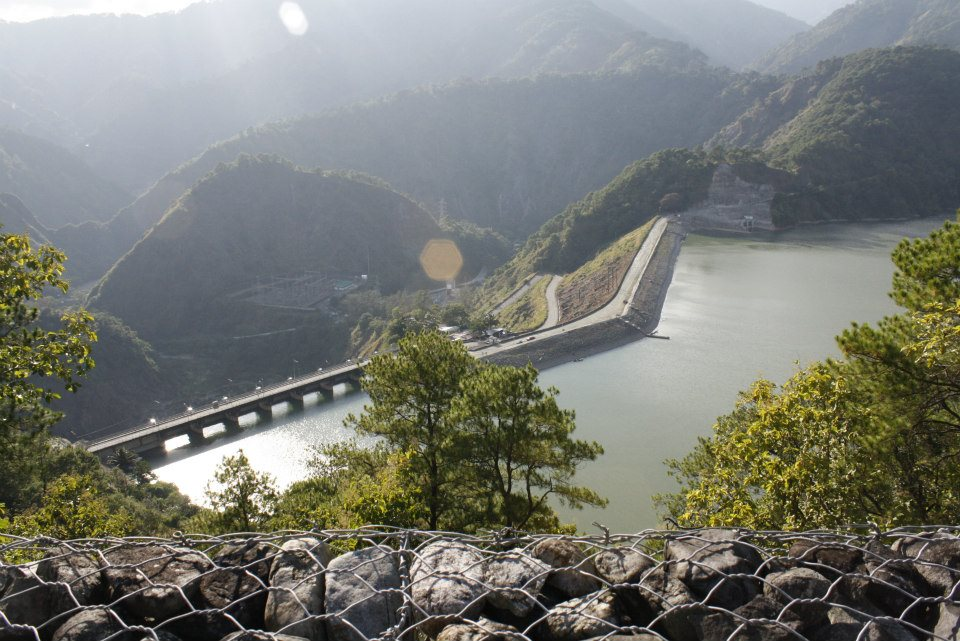
Während der Amtszeit Quirinos entstand der Ambuklao-Damm und das dortige Wasserkraftwerk

Am 5. Dezember 1951 kam es zu einem erneuten Ausbruch des Hibok-Hibok, der 206 Tote forderte. Mehr als 800 Menschen wurden vermisst. Durch die zeitgleichen Taifune Amy und Wanda kam es zu weiteren Verwüstungen in der Inselprovinz Camiguin, woraufhin der Präsident das Horten von Saatgut, Reis, Mais und Baumaterialien durch Act No. 4164 unter Strafe stellte. Zugleich stellte die Regierung Hilfsmittel in Höhe von 1 Million ₱ für die Opfer in Camiguin und in den Visayas zur Verfügung. Am 17. Dezember 1951 stattete der Präsident den betroffenen Gebieten einen Besuch ab, um sich selbst ein Bild von den Zerstörungen zu machen. Aus dem Fonds der Glücksspiellotterie Sweepstakes wurden weitere 150.000 ₱ zur Verfügung gestellt.
In der Kabinettssitzung vom 6. Februar 1952 wurde die Erhöhung des jährlichen Mindestlohnes von 1140 ₱ auf 1440 ₱ aufgrund des Mindestlohngesetzes (Minimum Wage Law) beschlossen. Am 7. Februar 1952 kam es zu einer neuerlichen Regierungsumbildung. Der bisherige Unterstaatssekretär im Bildungsministerium Cecilio Putong wurde neuer Bildungsminister, während der bisherige Leiter der Behörde für wirtschaftliche Koordinierung Pablo Lorenzo als Nachfolger von Sotero Baluyut neuer Minister für öffentliche Arbeiten wurde. Der frühere Finanzminister und jetzige Generaldirektor der Manila Railroad Company Pio Pedrosa übernahm wiederum von Lorenzo die Funktion als Leiter der Behörde für wirtschaftliche Koordinierung.
Als Nachfolger von Myron M. Cowen übernahm der frühere Oberkommandierende der US-Pazifikflotte Admiral Raymond A. Spruance am 11. Februar 1952 das Amt des US-Botschafters auf den Philippinen.
Am 12. Februar 1952 legte Quirino dem Kongress den Entwurf für das Haushaltsjahr 1952/53 vor, der Ausgaben in Höhe von 587.231.475 ₱ bei Einnahmen von 587.776.240 ₱ vorsah und somit von einem Überschuss von 544.765 ₱ ausging. Am 24. März 1952 erteilte der Präsident die Freigabe von 7,3 Millionen ₱ für den Bau eines Wasserkraftwerkes am Ambuklao-Damm am Agno River.
Am 17. April 1952 empfahl Quirino dem Kongress die Verabschiedung einer gemeinsamen Erklärung zur Beilegung des Krieges mit Deutschland zum 9. Juli 1951 unabhängig vom Abschluss eines formellen Friedensvertrages. Auf einer öffentlichen Versammlung in San Jose erklärte Quirino, dass er keine Kandidatur zur Wiederwahl 1953 anstrebe und sein Hauptplan derjenige sei, die Philippinen „während seiner jetzigen Amtszeit vernünftig“ (‚properly during my incumbency‘) zu regieren. Zuvor hatte der Gouverneur der Provinz Occidental Mindoro, Federico Castillo, die erneute Kandidatur Quirinos verkündet. Am 8. Mai 1952 billigte das Präsidialamt 1,8 Millionen ₱ für den Bau von Straßen und Hochwasserschutzeinrichtungen in der Provinz Pampanga.
Am 5. Juni 1952 unterzeichnete der Präsident das Gesetz zur Organisation und Stärkung des Außenministeriums, das unter anderem die Bildung eines diplomatischen Dienstes und eine Ernennung in Spitzenämter durch den Präsidenten auf Vorschlag des Außenministers nach Zustimmung durch die Ernennungskommission vorsah. Quirino unternahm vom 17. bis zum 27. Juli 1952 einen Staatsbesuch in Indonesien und sprach dort vor der Volksversammlung über das ANZUS-Abkommen. Während seines Besuches sprach der Präsident mit Präsident Sukarno, Vizepräsident Mohammad Hatta und dem Minister für Bildung und Kultur, Bahder Djohan.
Am 6. August 1952 gab das Präsidialamt bekannt, dass die Regierung nunmehr über einen ausgeglichenen Haushalt verfüge und damit rechne, dass die nationalen Schulden von 173.263.065 ₱ in fünf Jahren abgebaut seien. Grundlage hierfür war der Bericht des Haushaltskommissars, wonach die Gesamteinnahmen des letzten Jahres die Gesamtausgaben von 183.266.389 ₱ überstiegen.

### Moros-Problematik und Verwüstung von Legazpi City
Am 10. August 1952 berieten Quirino und Verteidigungsminister Magsaysay über das Vorgehen gegen aufständische Banden auf dem Sulu-Archipel, insbesondere nach der Flucht des Moros-Bandenführers Hadji Kamlon. In diesem Zusammenhang wurde am 22. August 1952 eine Untersuchung der Gesamtsituation der Moros insbesondere auf Jolo beauftragt, die sich auch mit Fragen des Schmuggels, Ungerechtigkeiten und politischen Schwierigkeiten und Lösungsmöglichkeiten dazu beschäftigen sollte.
Am 18. August 1952 bewilligte der Präsident die Freigabe von 7,1 Millionen ₱ für dringende und wichtige öffentliche Bauprojekte, insbesondere für Bau und Unterhaltung von Nationalstraßen und Brücken. Am 8. September 1952 werden weitere 1,5 Millionen ₱ für Straßenbaumaßnahmen in Sorsogon, Lanao del Sur, Cotabato und Misamis Oriental bewilligt. Am 17. September 1952 wurde als 52. Provinz der Philippinen Zamboanga del Sur auf Mindanao geschaffen und Serapio Datoc zum ersten Gouverneur dieser Provinz ernannt.
Gabriel Reyes, der erste gebürtige Filipino als Erzbischof von Manila, verstarb am 10. Oktober 1952 im Alter von 60 Jahren. Sein Leichnam wurde im Anschluss am 24. Oktober 1952 in der San Miguel Church beigesetzt. Am 21. Oktober 1952 verwüstete der Taifun Trix Legazpi City und zerstörte beziehungsweise beschädigte dort nach Angaben des Bürgermeisters Marcial Rañola rund 90 Prozent der Häuser, wodurch Tausende Bewohner obdachlos wurden. In den folgenden Tagen erfolgten zahlreiche Hilfsmaßnahmen für die zerstörten Gebiete.
Zur weiteren militärischen Zusammenarbeit zwischen den USA und den Philippinen wurde am 25. Oktober 1952 ein Arbeitsstab eingesetzt, dem Politiker und Offiziere beider Staaten angehörten. Am 3. November 1952 teilte der Präsident dem Kongress mit, dass er die Freigabe von rund 33,9 Millionen ₱ für dringend notwendige Baumaßnahmen beabsichtigte. Am 7. November 1952 erarbeitete der Präsident zusammen mit dem Minister im Präsidialamt Marciano Roque einen Gesetzentwurf, der die Bewilligung von Haushaltsmitteln in Höhe von 8,6 Millionen ₱ für Hilfsmaßnahmen für Gebiete vorsah, die durch Taifune, Erdbeben, Dürren, Überschwemmungen oder andere Naturkatastrophen betroffen waren.

### Kontroverse um erneute Präsidentschaftskandidatur

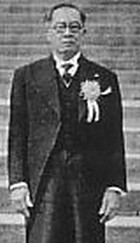
Zwischen Quirino und seinem Gegenkandidaten bei den Präsidentschaftswahlen 1949, Senator José P. Laurel, kam es im November 1952 zu einer heftigen Kontroverse über die Kandidatur bei der Präsidentschaftswahl 1953

Am 24. November 1952 begann eine heftige Kontroverse zwischen Senator José P. Laurel und Quirino, nachdem Laurel in einem Radiointerview behauptet hatte, dass Quirino dem Moro-Rebellenführer Kamlon die Hand geschüttelt hätte. Quirino antwortete darauf: „Das ist eine Lüge. Ich habe Kamlon niemals gesehen. Wie kann ich jemandem die Hand schütteln, die ich nicht mal gesehen habe?“ (‚It’s a lie. I never saw Kamlon. How can I shake hand with the person I have not even seen?‘).
Zugleich hatte Laurel in dem Radiointerview vorgeschlagen, dass sowohl er als auch Quirino auf eine Kandidatur bei den Präsidentschaftswahlen 1953 zugunsten von Verteidigungsminister Magsaysay verzichten sollte. Auf die Frage von Reportern, wie Quirino zu diesem Vorschlag stehen würde, antwortete der Präsident:
„Ich habe dies mit kühler Strenge aufgenommen. Manche beschreiben dies als absurd; andere als verrückt; und wieder andere als Erpressung; während wiederum andere, die sich ernsthaft damit beschäftigt haben, diese Idee als nicht umsetzbar und demokratisch halten. Ich meinerseits betrachte dies als das was es wert ist: für wen kann es sich lohnen. Dr. Laurel führt gerade ein Manöver aus, um mich als möglichen Rivalen bei den Wahlen 1953 auf Biegen und Brechen auszuschalten und geht bis zu dem Extrem eines bedrohlichen Blutvergießens. Die Schatten der Batangas-Rebellion von 1949! Wie erbaulich! Anstelle vor jemandem zu kriechen: warum steht er nicht auf und kämpft nicht offen im demokratischsten und friedvollsten Sinne?“
‚I received it with a severe cold. Some describe it as absurd; others, as silly; and still others, as blackmail; while those who consider it seriously say the idea is unworkable and undemocratic. As for myself, I’ll consider it for what it is worth – por lo que puede valer. Dr. Laurel is just maneuvering to eliminate me as a possible rival in 1953 by hook or by crook, going to the extreme of threatening bloodshed. Shades of the 1949 Batangas rebellion! How edifying! Instead of cringing on somebody, why does he not stand up and fight in the open in the most democratic and peaceful spirit?‘
Im Anschluss traf sich Quirino im Malacañang-Palast mit über 20 Politikern seiner Liberal Party wie dem Sprecher des Repräsentantenhauses Eugenio Pérez und Senator Quintín B. Paredes. Im Anschluss drängte Pérez den Präsidenten für eine Wiederwahl 1953 zu kandidieren. Am 26. November wurde ferner die Wiedereinführung der Vereinigung der Barangay unter Vorsitz des ehemaligen Unterstaatssekretärs im Innenministerium Nicanor Roxas beschlossen, um eine engere Anbindung der Bevölkerung zur Politik zu erreichen. Am 10. Dezember 1952 verschärfte sich der Konflikt zwischen beiden Politikern erneut, nachdem Senator Laurel die Regierungspolitik kritisierte. Daraufhin antwortete der Präsident, dass Senator Laurel makabre Pläne hat, während er stetig seine konstruktiven Pläne ausführe. Zugleich lud Quirino die Menschen ein, genau und gewissenhaft zu beobachten, welche Beschäftigung vorteilhafter für deren ständiger Wohlstand sei. Am darauf folgenden 11. und 12. Dezember 1952 widersprach der Präsident ferner aufkommenden Gerüchten, dass er eine Regierungsumbildung plane und insbesondere eine Entlassung des Leiters der Behörde für wirtschaftliche Koordinierung (Economic Coordination Administrator) Mariano J. Cuenco beabsichtigt sei.

### Landprogramme, Huk-Aufstände und Ausbau der Beziehungen zu Japan
Durch die Regierungsproklamation 357 vom 2. Dezember 1952 werden 25.475 Hektar in den Gebieten der Stadtgemeinden Tanay und Montalban in der Provinz Rizal als landwirtschaftliche Nutzflächen und Siedlungen für Kriegsveteranen und Obdachlose ausgewiesen. Am 14. Dezember 1952 wurde der Chef des Generalstabes Generalmajor Duque angewiesen, intensiver gegen die Huks vorzugehen und die Reisfelder vor den Aufständischen zu schützen. Zugleich begleitete die Armee ein Programm, das Aufständischen, die sich ergaben, Grundbesitz in verschiedenen Teilen des Landes zubilligte. Nach erneuten Taifunen bewilligte die Regierung am 18. Dezember 1952 rund 2,5 Millionen ₱ für notwendige Hilfsmaßnahmen. Am 19. Dezember 1952 fasste das Kabinett den Beschluss, dass Renteneintrittsalter für Regierungsbeschäftige auf 65 Jahre festzulegen. Eine Verlängerung der Dienstzeit bis zu einem Jahr war danach nur bei wichtigen Positionen aufgrund einer Bestätigung des jeweiligen Behördenleiters möglich.
Am 23. Dezember 1952 bildete Quirino eine 15-köpfige Arbeitsgruppe unter Vorsitz von Außenminister Joaquín Miguel Elizalde für die Frage von Reparationsforderungen gegen Japan und den Abschluss eines Friedensvertrages. Dem Ausschuss gehörten verschiedene Minister und Regierungsvertreter, aber auch Mitglieder aus beiden Kammern des Kongresses an.
Am 28. Dezember 1952 teilte der der Leiter der US-Veteranenverwaltung für die Philippinen, Brigadegeneral Ralph B. Lovett, mit, dass die USA im Jahr 1952 170 Millionen ₱ für philippinische Kriegsveteranen, deren Familien und Nachkommen gezahlt hätte. Am 30. Dezember 1952 gab der Präsident weitere 4,8 Millionen ₱ für die Unterhaltung und den Neubau von Straßen und Brücken frei. Am 8. Januar 1953 beginnt die Regierung mit zwei weiteren sozialen Wohnungsbauprogrammen, und zwar in Pandacan in Pinamungahan für rund 3,4 Millionen ₱ sowie in Bago Bantay in Quezon City knapp 1,8 Millionen ₱. Am 28. Januar 1953 folgte die Freigabe weiterer 1,7 Millionen ₱ für das nationale Straßenbauprogramm, aber auch von fast 2,7 Millionen ₱ an die Civil Aeronautics Administration für die Ausweitung der Zivil- und Frachtluftfahrt.
Quirino teilte am 31. Januar 1953 mit, dass die Regierung die Voraussetzungen für neue Friedensgespräche mit der Hukbalahap festlege. Insbesondere sollten Huks, die unter Anklage stünden, sich den jeweiligen Gerichten unterstellen, so dass im Falle einer Verurteilung auch ein präsidiales Begnadigungsrecht Anwendung finden könnte. Ferner sollten sie im Falle einer Aufgabe auch alle ihre Waffen der Armee übergeben. Schließlich läge es in den Händen der Hukbalahap und deren Anführer Luis Taruc Verhandlungen mit der Regierung hinsichtlich einer friedlichen Aufgabe zu führen.
Am 2. Februar 1953 gab der Präsident mehr als 4,2 Millionen ₱ für den Neu- und Wiederaufbau von Gebäuden frei, die durch die Taifune 1951 und 1952 zerstört worden waren. Am 6. Februar 1953 stimmte das Kabinett dem Entwurf für das Haushaltsjahr 1953/1954 zu, das einen ausgeglichenen Haushalt bei 560.364.650 ₱ Ausgaben bei 560.465.300 ₱ vorsah. Drei Tage später legte Haushaltskommissar Pio Joven am 9. Februar 1953 einen geänderten Entwurf vor, der nur noch Ausgaben in Höhe von 535.364.650 ₱ vorsah. Am 11. Februar 1953 ordnete der Präsident die Beilegung eines Streits zwischen Bildungsminister Cecilio Putong und der katholischen Kirche über den Religionsunterricht an Schulen an.
Quirino empfing am 17. Februar 1953 erstmals den Leiter der japanischen Vertretung in den Philippinen Togu Nakagawa. Zugleich wurde der Leiter der philippinischen Vertretung in Japan, Jose Imperial, durch Tennō Hirohito und dessen Ehefrau Kōjun empfangen. Am 21. Februar 1953 wurde darüber hinaus diplomatische Beziehungen zu Südkorea aufgenommen, nachdem bereits am 8. Juni 1949 mit Gesprächen über Handelsbeziehungen begonnen wurden. Auf der Kabinettssitzung vom 24. Februar 1953 wurde die Freigabe von weiteren 5,6 Millionen ₱ für den Bau von Brücken und Straßen beschlossen.

### Erneute Präsidentschaftskandidatur Quirinos und Resozialisierungsprogramme für die Huks
Auf einer Sitzung des Vorstandes der Liberal Party im Manila Polo Club wurde am 25. Februar 1953 ein einstimmiger Beschluss gefasst, in dem die vollständige Zufriedenheit mit der Führung und der Regierung von Präsident Quirino erklärt wurde. Zugleich wurde er aufgefordert, für eine Wiederwahl zu kandidieren. Die Resolution wurde durch den Abgeordneten Severiano P. De Leon und Senator Quintín B. Paredes verfasst. Quirino nahm daraufhin die Entscheidung des Vorstandes seiner Partei an und erklärte: „Ich bin gewillt das Opfer der Kandidatur für eine Wiederwahl anzunehmen, wenn meine Partei und das Land mich brauchen.“ (‚I am ready to make a sacrifice of running for re-election if the Party and the country need me‘).
Zur Förderung der Reisproduktion stimmte das Kabinett in einer Sitzung am 27. Februar 1953 der Bereitstellung von fast 1,6 Millionen für Bewässerungsprojekte zu. Zugleich wurde durch den Regierungserlass Nr. 571 der Orden von Sikatuna geschaffen, der in fünf Ordensklassen verliehen wird. Dieser erinnert an einen der ersten auf den Philippinen geschlossenen Verträge mit einem auswärtigen Land, und zwar an den Pacto de Sangre (Sandugo), der am 16. März 1565 zwischen dem Bohol-Häuptling Datu Sikatuna und dem spanischen Konquistador Miguel López de Legazpi geschlossen wurde.
Nachdem Verteidigungsminister Ramon Magsaysay mit Wirkung zum 1. März 1953 zurückgetreten war, übernahm Justizminister Oscar Castelo zugleich kommissarisch das Amt des Verteidigungsministers und die bisher von Magsaysay ausgeübten Funktionen in öffentlichen Unternehmen. Am 4. März 1953 besuchte der Präsident mit dem neuen Verteidigungsminister das Internierungslager im Camp Crame, dem Hauptquartier der Constabulary, in dem sich 1200 festgenommene Aufständische befanden, denen Quirino eine baldige Entlassung versprach soweit keine Anschuldigungen gegen diese vorlagen. In einer Presseerklärung zum Tode von Josef Stalin verkündete Quirino am 6. März 1953, dass „Stalins Ableben nicht unbedingt das Ende des Kommunismus oder der aggressiven Kräfte bedeutet, die dieser geschaffen hat, um eine geordnete Welt zu stören“ (‚Stalin’s passing may not necessarily mean the end of communism or the aggressive forces that it has created to disrupt an orderly world …‘).
In einer Pressekonferenz ging Quirino am 8. März 1953 abermals auf Laurels Äußerungen zu den Präsidentschaftswahlen 1953 ein. Darin führte er aus, dass Senator Laurel Angst vor einem Kampf gegen ihn bei den kommenden Präsidentschaftswahlen hätte, wenn dieser Ramon Magsaysays Kandidatur für die Nacionalista Party erklärt und fördert. Des Weiteren fügte er hinzu, dass Laurel Magsaysay doppelt verraten hätte, wenn er diesen nicht nominiere. Letztlich wüsste Quirino jedoch nicht, wen die Nacionalista Party zu ihrem Spitzenkandidaten küren würde, dieser aber unabhängig davon sicher sein könne, in ihm (Quirino) den Gegner für den kommenden Präsidentschaftswahlkampf zu haben.
Am 10. März 1953 unterzeichnete der Präsident die Regierungserlasse 374, 375 und 376, die die Bereitstellung von 156.000 Hektar öffentlicher Grundstücke in den Provinzen Cotabato, Lanao und Nueva Vizcaya für Angehörige der Huks und andere Dissidenten vorsah, die sich ergeben hätten und für den Frieden eintraten. Die Verteilung und Verwaltung der Ländereien sollte durch das zu den Streitkräften gehörende Korps für wirtschaftliche Entwicklung EDCOR (Economic Development Corps) erfolgen. Am 12. März 1953 verabschiedete der Präsident mit dem 14. Battalion Combat Team (14th BCT) unter Oberst Nicanor Jimenez ein neues Truppenkontingent für den Koreakrieg. Am 12. März 1953 unterzeichnete Quirino ein Gesetz (House Bill No. 2697), das für einen Zeitraum von fünf Jahren jährlich 20 Millionen ₱ für den Bau und Instandhaltung öffentlicher Grundschulen vorsah.

### Nominierung Magsaysays zum Gegenkandidaten und Aussagen gegen den Kommunismus

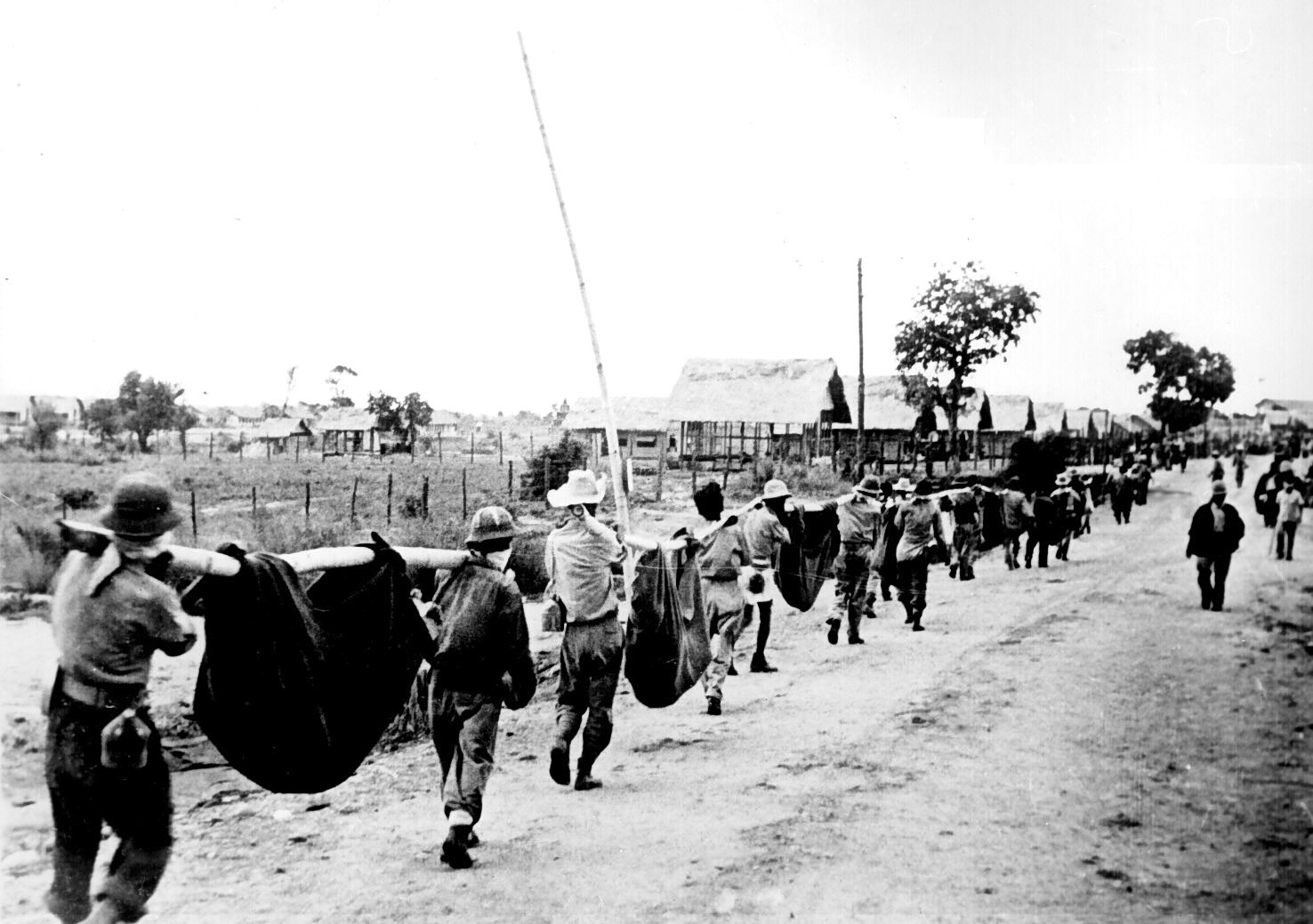
Am 24. März 1953 wurde der 9. April zum Bataan Day erklärt, der an den Todesmarsch von Bataan am 9. April 1942 erinnert

Nach dem Rücktritt von Mariano Jesus Cuenco übernahm der Gouverneur der Provinz Cebu, Sergio Osmeña Jr., am 17. März 1953 kommissarisch das Amt des Leiters der Wirtschaftskoordinierungsbehörde. Am 23. März 1953 werden fast 4 Millionen ₱ für den Bau von Fernstraßen zwischen verschiedenen Provinzen sowie von Küste zu Küste bewilligt. Durch die Bekanntmachung Nr. 381 vom 24. März wurde der 9. April zum Bataan Day erklärt, der an den Todesmarsch von Bataan am 9. April 1942 erinnert.
Am 13. April 1953 wurde der ehemalige Verteidigungsminister im Kabinett Quirino, Ramon Magsaysay, von der Nacionalista Party zum Präsidentschaftskandidaten und damit zum Gegner Quirinos bei den Präsidentschaftswahlen 1953 nominiert. In einer Radioansprache vom 15. April 1953 griff Quirino daraufhin führende Politiker der Nacionalista Party scharf an, die seine Liberal Party als korrupt bezeichnet hatten. Umso mehr würde er sich nunmehr wundern, dass die Nacionalista Party nunmehr an die Macht kommen wolle „durch einen neuen Ritter, den sie aus der verhassten, korrupten Liberalen Partei rekrutiert hätte“ (‚through a new knight recruited from the hated, corrupt Liberal Party‘). In darauf folgenden Auftritten pries Quirino seine Erfolge in der Wirtschaftspolitik wie zum Beispiel das neu eingeweihte Kraftwerk, Stahlbetrieb und Düngemittelfabrik in Mindanao. Des Weiteren würde er nach einer Rede vom 20. April 1953 eine Wiederwahl anstreben, um das Land davor zu retten, in die Hände von kommunistischen Sympathisanten zu fallen und einer möglichen Machtübernahme durch die Kommunisten zu bewahren. Weiterhin führte er aus, dass im Falle der Abwahl seiner Regierung und der Wahl eines neuen Regimes, das Sympathien für die Kommunisten zeige, das Land von „den Roten überrannt“ würde. Dabei nannte er namentlich die Senatoren José P. Laurel und Claro M. Recto als „rote Sympathisanten“. Schließlich hob er hervor, dass kein Mitglied der Liberal Party jemals einen Kommunisten vor Gericht verteidigt oder ihnen Freiheit zugesichert hätte, um ihnen ihre „subversiven Aktivitäten“ fortzusetzen. Zum Zweiten würde er kandidieren, um das von seiner Regierung begonnene Wirtschaftsprogramm fortzusetzen. Drittens würde er abermals für das Präsidentenamt kandidieren, um aus dem 1951 geschlossenen ANZUS-Abkommen einen Pazifikpakt zu etablieren.
Nach der schweren Zerstörung von Batangas City durch ein Feuer, ordnete die Regierung am 28. April 1953 Hilfsmaßnahmen zur Behebung der Schäden von 4 Millionen ₱ an. Durch das Public School Salary Act of 1953 (House Bill No. 3175) vom 1. Mai 1953 erfolgte eine deutliche Anhebung der Lehrergehälter an Grund- und Sekundarschulen. Am 5. Mai 1953 erklärte der amtierende Verteidigungsminister Castelo, dass es während der Amtszeit seines Vorgängers und jetzigen Präsidentschaftskandidaten Magsaysay zur Veruntreuung von Armeegeldern gekommen sei. Am 14. Mai 1953 unterzeichnete der Präsident ein Gesetz (House Bill No. 3927), durch das 3 Millionen ₱ für den Ausbau des Telefonnetzes der Regierung bereitgestellt wurden. Zur Beseitigung der Slumgebiete in Manila wurden für den Ausbau des Bago Bantay-Hausprojektes in Quezon City durch das House Bill No. 3895 vom 15. Mai 1953 weitere 1,6 Millionen ₱ bereitgestellt.

### Nominierung derRunning matesQuirino und Yulo
Auf dem Parteikonvent der Liberal Party wurde Elpidio Quirino am 24. Mai 1953 zum Präsidentschaftskandidaten und José Yulo zum Vizepräsidentschaftskandidaten nominiert. Zwei Tage nach dem Parteikonvent trat Vizepräsident Fernando López als Minister für Landwirtschaft und natürliche Ressourcen zurück, woraufhin der frühere Minister Placido L. Mapa das Amt des Ministers für Landwirtschaft und natürliche Ressourcen kommissarisch übernahm. Am 16. Juni 1953 unterzeichnete der Präsident das House Bill No. 3280, durch das 13,1 Millionen ₱ für die Gebiete bereitgestellt wurden, die durch Taifune, Überschwemmungen, Dürre, Erdbeben und vulkanische Aktivitäten in den Jahren 1951 und 1952 zerstört worden waren.
Am 21. Juni 1953 unterzeichnete Quirino das endgültige Haushaltsgesetz für das Haushaltsjahr 1953/1954, das Ausgaben in Höhe von 472.283.660 ₱ vorsah, wobei 401.314.500 ₱ für allgemeine Ausgaben und 70.969.160 ₱ für außerordentliche Ausgaben vorgesehen waren. Die größten Einzelhaushalte waren der Verteidigungshaushalt mit 174.919.910 ₱ sowie der Bildungshaushalt mit 165.630.785 ₱. Am 25. Juni 1953 billigte der Präsident die Freigabe von 1.057.000 ₱ für den Bau und die Unterhaltung von Straßen und Brücken für den Schwerlastverkehr. Am 27. Juni 1953 begann Quirino einen neuen Besuch der USA, der ihn zu medizinischen Untersuchungen in Honolulu, aber auch San Francisco und ins Johns Hopkins Hospital nach Baltimore führte. Dort wurde er am 9. Juli 1953 wegen eines Magengeschwürs operiert. Am 26. Juli musste er sich einem zweiten chirurgischen Eingriff unterziehen.
Am 8. Juli 1953 wurden durch den Minister im Präsidialamt Marciano Roque weitere 2,978 Millionen ₱ sowie am 12. Juli 1953 abermals 1,4 Millionen ₱ für den Bau und die Unterhaltung von Straßen und Brücken für den Schwerlastverkehr freigegeben. Roque weihte ferner am 18. Juli 1953 die neue Telefonverbindung zwischen Manila und Batangas City ein. Im Auftrag des Präsidenten billigte Roque am 22. Juli 1953 darüber hinaus 3 Millionen ₱ für den Betrieb von 1304 erweiterten Schulklassen. Roque bewilligte am 8. August 1953 16,8 Millionen ₱ und am 9. August 1953 knapp 2,2 Millionen ₱ für Straßen- und Brückenbaumaßnahmen sowie am 13. August 1953 fast 1,4 Millionen ₱ für Bau und Unterhaltung von Krankenhäusern.

### Präsidentschaftswahlkampf 1953

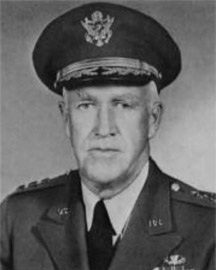
Dem Leiter der US-amerikanischen Militärberatergruppe JUSMAG Generalmajor Robert Milchrist Cannon warf Quirino nach seiner Niederlage bei den Präsidentschaftswahlen 1953 Einmischung in die philippinische Politik vor

Nach rund sechswöchiger Abwesenheit und zwei Operationen kehrte Präsident Quirino am 7. September 1953 auf die Philippinen zurück. Am 11. September 1953 übernahm Generalmajor Robert Milchrist Cannon neuer Leiter der US-amerikanischen Militärberatergruppe JUSMAG. Am 13. September 1953 unterzeichnete Quirino die Verlängerung des Philippinisch-Japanischen Handelsabkommens für die Dauer von vier Monaten.
In einem Wahlkampfauftritt forderte Quirino am 23. September 1953 die Wähler auf von ihrem Stimmrecht Gebrauch zu machen, damit das Land nicht in „unerfahrene Hände mit Abenteurergeist“ (‚untried hands with an adventurous spirit‘) gelange. In einer weiteren Wahlkampfrede am 27. September 1953 wies er die Opposition in ihrer Forderung zurück, US-amerikanische Hilfe bei lokalen Problemen zu suchen. Seinen Gegenkandidaten Magsaysay bezeichnete er als „Marionette der Marionetten“ (‚a puppet of puppets‘) der Nacionalista Party. Zugleich erklärte er: „Es ist klar, dass ich der Kandidat des philippinischen Volkes bin, während er (Magsaysay) der Kandidat des amerikanischen Volkes ist“ (‚It is clear that I am the candidate of the Filipino People while he (Magsaysay) is the candidate of the American people‘).
Am 30. September 1953 kommt es zu einem Treffen zwischen dem Außenminister Japans Katsuo Okazaki und Präsident Quirino, in dem es um die Intensivierung der Beziehungen beider Staaten geht. In einer Rede vor den Studenten der Silliman University in Dumaguete City bittet der Präsident ihn zu wählen, falls sie einen aus den Visayas stammenden Präsidenten möchten. Er würde nicht für eine Wiederwahl kandidieren, weil er „machthungrig“ sei, sondern weil er sein Wirtschaftsprogramm fortsetzen möchte. Nach einer sechstägigen Wahlkampftour durch Visayas und Mindanao erklärte der Präsident nach seiner Rückkehr nach Manila am 6. Oktober 1953, dass er „politisch und körperlich gestärkt aus der Tour gekommen sei“ (‚I am politically and physically stronger after the trip‘). Bei einem Wahlkampfauftritt am 8. Oktober 1953 in Vigan City erklärte Quirino, dass der einzige Grund für eine erneute Kandidatur sei, sein Entwicklungsprogramm, welches dem Land Wohlstand gebracht hätte, fortzusetzen. In einer Rede vor der Philippine-American Association of Filipinos erklärte er am 12. Oktober 1953:
„Ich will nicht missverstanden werden als Anti-Amerikaner oder Amerika-Hasser. Aber ich glaube, dass etwas entweder etwas durch das offizielle Washington oder die hiesige US-Botschaft oder verantwortliche Elemente innerhalb der US-Regierung und des Volkes um unsere Gedanken von diesem Thema frei zu machen. Ich denke nicht, dass es sogar erwartet wird, dass wir nicht an Amerika glauben, aber sicherlich und dies würde ich jedem US-amerikanischen Offiziellen ins Gesicht sagen, werde wir jedweder Einmischung durch einen Teil der US-Regierung oder einer anderen Regierung in unsere inneren Angelegenheiten widerstehen. Das bedeutet nicht, dass wir Amerika nicht lieben. Das bedeutet nicht, dass wir Amerika nicht akzeptieren. Das bedeutet nicht, dass wir keine Verbindungen zu Amerika wünschen. Wir arbeiten zusammen, insbesondere in deren Außenpolitik. Aber Amerika hat uns beigebracht, insbesondere unseren ersten Rentnern in den USA, wie wir unsere unabhängigen Freiheitsrechte schätzen und schützen.“
‚I do not want to be misunderstood as being anti-American or hating America. But I do believe something must be done either by official Washington or the American Embassy here or responsible elements of the United States Government and people to disabuse our mind on the subject. I do not think that it is even suspected that we do not believe in America, but certainly and I will tell this in the face of any American public official, we will resist any intervention on the part of the United States government or any other government in our domestic affairs. That does not mean that we do not love America. That does not mean that we do not respect America. That does not mean that we do not wish to associate with America, for we cooperate with her, especially in her foreign policies. But America has taught us, especially the first pensionados to the United States, how to appreciate and how to protect our sovereign rights to be free.‘
In einer Rundfunkrede bezeichnete Quirino am 16. Oktober 1953 die Nacionalista Party als Gruppe von Nichtstuern, die keine konstruktiven Pläne, aber zahlreiche zerstörerische Absichten hätte. In einer weiteren Wahlkampfrede am 18. Oktober 1953 in Bacolod City sagte Quirino: „Wahrscheinlich sind viele von Ihnen gekommen, um mich aus Neugier zu treffen – um selbst zu sehen, ob es wahr ist, dass ich noch lebe. Nun gut, ich lebe nicht nur, sondern bin entschlossener denn je, um mein Dienen im besten Interesse unseres Volkes fortzusetzen“ (‚Perhaps many of you came to meet me out of curiosity—to see for yourselves whether it is true I am still alive. Well, I am not only alive but am more determined than ever to continue serving the best interest of our people‘). In einer Wahlkampfrede in Tacloban City bezeichnete der Präsident die Opposition am 20. Oktober 1953 als „professionelle Plünderer“ und „Zerstörungsgeschwader“. Auch diesmal griff er die vermeintliche Nähe der Nationalistischen Partei und ihres Spitzenkandidaten Magsaysay zu den USA an: „Wollen diese Leute, dass amerikanische Soldaten unsere Wahlen überwachen, dass sie Mitglieder der Wahlkommission oder dabei helfen, die Kandidatur meines Gegners vorantreiben? Was für eine Schande! All dies wegen der Neigung von einem, die Marionette einer ausländischen Macht zu sein.“ (‚Do these people want American soldiers to supervise our polls, to be members of the Commission on Elections, or to help them push through the candidacy of my opponent? What infamy! All these are because of a propensity of someone to be the puppet of a foreign power.‘).
Auch in einer Rede von Studenten der Far Eastern University am 23. Oktober 1953 griff er die Führung der Nacionalista Party an und erklärte:
„Wenn diese Gesellen mit Revolution drohen, möchte ich Ihnen sagen, dass ich darauf vorbereitet bin, dieser undenkbaren Drohung zu begegnen, die nicht nur unseren Frieden und Ordnung betrifft, sondern auch die Souveränität und die Unabhängigkeit dieser Republik, die wir in den Jahrhunderten des Kampfes gegründet haben, um die Segnungen der Freiheit zu erhalten und genießen.“
‚If those fellows (obviously referring to the Nacionalista leaders who have spoken of force and revolution) are going to threaten revolution, I want to tell you I am prepared to meet this unthinkable threat not only to our peace and order but to the sovereignty and independence of this Republic we have established through the centuries of struggle, trying to obtain and enjoy the blessings of liberty and freedom.‘
Während eines Wahlkampfauftrittes am 28. Oktober 1953 in Lucena City griff er seinen Herausforderer abermals persönlich an und bezeichnete Magsaysay als „impulsiv, unreif und nicht vorbereitet für die Präsidentschaft“.
In einer Wahlkampfrede am 2. November 1953 in Cavite bezeichnete Quirino die führenden Politiker der Nacionalista Party als „gackernde Hennen“ (‚cackling hens‘), die niemals Eier legen, weil sie nur kritisieren und über schlechte und ominöse Dinge reden würden, um den Glauben der Menschen an die Regierung zu zerstören. Bei einem Wahlkampfauftritt auf dem Plaza Miranda bei der Quiapo-Kirche kritisierte der Präsident am 3. November 1953 erneut die „undenkbaren und ruchlosen“ Pläne der Nationalistischen Partei, die Intervention der USA in innenpolitische Angelegenheiten der Philippinen zu fordern. Weitere Wahlkampfauftritte führten ihn am 4. November 1953 nach Lipa City. Am 5. November 1953 lud er ausländische Journalisten bei einer Pressekonferenz in Manila dazu ein, die Präsidentschaftswahlen am 10. November 1953 zu beobachten, um „der Welt zu zeigen, dass wir ohne Hilfe von außen demokratische Arbeit machen können“ (‚to show to the world that we can make democracy work without outside help‘). Gegenüber den US-amerikanischen Journalisten erklärte er: „Wir wollen die traditionellen Beziehungen der Freundschaft und Zusammenarbeit mit den USA fortsetzen. Wir wollen unser Engagement mit jedem Respekt Ihnen gegenüber treffen, aber um Gottes Segen, lassen Sie uns bei unseren Wahlen allein.“ (‚We want to maintain the traditional relations of friendship and cooperation with the United States. We will meet our commitments to you in every respect but, for God’s sake, let us alone in our elections.‘).
Weitere Wahlkampfauftritte führten den Präsidenten am 6. November 1953 nach Cauayan City und Tuguegarao City sowie am 7. November 1953 nach Lingayen und Tayug.

### Niederlage Qurinos bei der Präsidentschaftswahl 1953

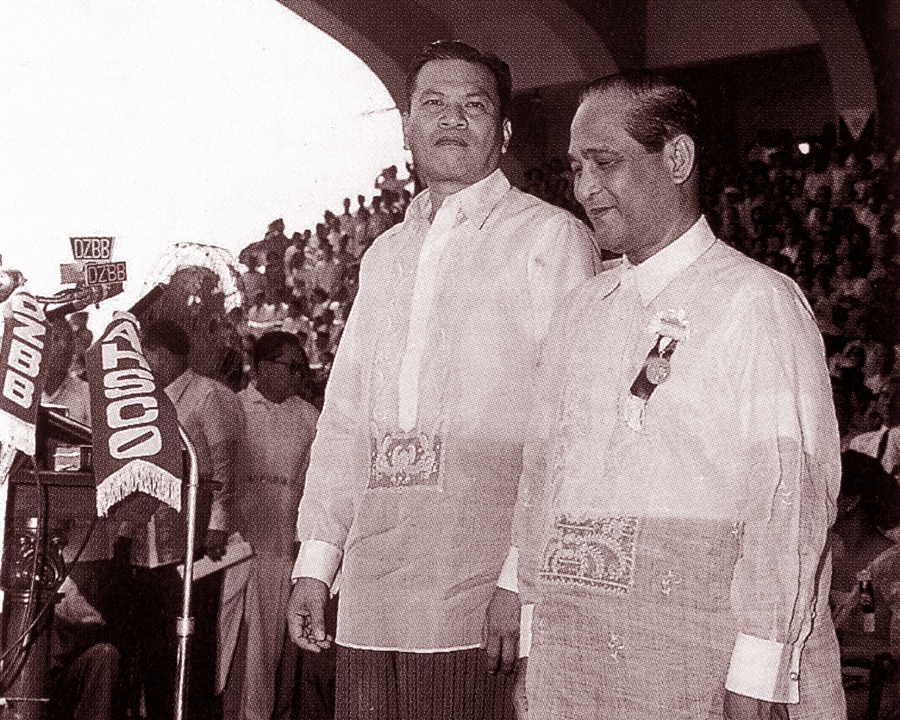
Aus den Präsidentschaftswahlen am 10. November 1953 ging Ramon Magsaysay als eindeutiger Sieger hervor; rechts: Vizepräsident Carlos P. Garcia

Nach siebenjähriger Herrschaft der Liberal Party war der Drang zur Rückkehr an die Macht bei den Wahlen 1953 auf Seiten der Nacionalista Party groß, die aber zu dieser Zeit über keinen geeigneten Kandidaten verfügte. Der offensichtlichste Kandidat, der frühere Präsident und jetzige Senator José P. Laurel, hatte zuvor angekündigt, dass er „geistig müde“ (‚spiritually tired‘) sei und die Präsidentschaft nicht anstreben würde. Laurels Vorschlag war die „Adoption“ von Verteidigungsminister Ramon Magsaysay, dessen erfolgreiche Initiativen im Kampf gegen Aufständische und den Kommunismus zu Spannungen mit dem Präsidenten und dessen Liberaler Partei geführt hatten. Trotz einzelner Proteste innerhalb der Nationalistischen Partei, führte die eindeutige Unterstützung Laurels zur Nominierung Magsaysays zum Präsidentschaftskandidaten der oppositionellen Nacionalista Party. Zum Vizepräsidentschaftskandidaten (running-mate) Magsaysays, den Laurel als „den Mann, der die Notwendigkeit der Stunde erfüllen wird“ – nämlich den Kampf gegen den Kommunismus – bezeichnete, wurde Senator Carlos P. Garcia aus Bohol nominiert.
Die Liberale Partei stritt ebenfalls darüber, wer gegen den populären Magsaysay antreten sollte. Der gesundheitlich angeschlagene Präsident Quirino erklärte daraufhin, dass „er für eine Wiederwahl kandidieren würde, auch wenn er bei diesem Versuch sterben würde“ (‚I’m going to run for re-election, even if I have to die in the attempt‘). Zum Vizepräsidentschaftskandidaten wurde der Präsident der Liberal Party, frühere Sprecher des Repräsentantenhauses und damalige Senator José Yulo nominiert.
Nach der Nominierung verließen der damalige Botschafter in den USA, Carlos P. Rómulo, und seine Anhänger den Konvent der Liberalen Partei und gründeten die Democratic Party (DP). Diese nominierte daraufhin Rómulo als ihren Präsidentschaftskandidaten und unterstützte zugleich die Wiederwahl des bisherigen Vizepräsidenten Fernando López. Das daraufhin erwartete Rennen von drei Kandidaten reduzierte sich jedoch vor den Wahlen zu einem Kampf zwischen der regierenden Liberal Party gegen die Nacionalista Party, nachdem die DP ihre Bewerbung zugunsten einer Unterstützung Magsaysays zurückgezogen hatte, die zur Bildung der Nacionalista-Democrata-National Citizens Party (NCP)-Koalition führte.
Die Wahlen am 10. November 1953 brachten einen haushohen Sieg der Kandidaten der Nacionalista Party Magsaysay und Garcia, der der bislang größte Sieg bei den Präsidentschaftswahlen wurde. Auf Magsaysay entfielen 2.912.992 Stimmen (68,9 Prozent), während auf der amtierende Präsident Quirino nur 1.313.991 Wählerstimmen (31,08 Prozent) bekam. Auf den parteilosen Kandidaten Gaudencio Bueno entfielen nur 736 Stimmen (0,02 Prozent). Der aus Ilocos Sur stammende Quirino lag nur in den vier in Nord-Luzon liegen Provinzen Ilocos Norte, Ilocos Sur, Abra und La Union vor Magsaysay. Auch Garcia setzte sich mit 2.515.265 Wählerstimmen (62,9 Prozent) überdeutlich gegen Yulo durch, auf den 1.483.802 Stimmen (37,1 Prozent) entfielen.
Bei den zeitgleich stattfindenden Senatswahlen erhielt die Nacionalista Party fünf der acht zu vergebenden Sitze, zwei Sitze (Fernando López, Ruperto Kangleon) fielen an die Democratische Partei, während Lorenzo Tañada einen Sitz für die NCP gewann. Bei den ebenfalls stattgefundenen Wahlen zum Repräsentantenhaus konnte die Liberal Party jedoch trotz Verlusten ihre Vormachtsposition behaupten und verfügte über 59 der 102 Sitze. Auf die Nacionalista Party entfielen 31 Sitze und auf die Demokratische Partei 11 Sitze. Darüber hinaus war ein Parteiloser im dritten Kongress vertreten.
Am 12. November 1953 räumte Quirino seine Wahlniederlage ein und beglückwünschte den Wahlsieger Magsaysay, der daraufhin in einer ersten Presseerklärung alle Filipinos zum Zusammenhalt als „eine Nation“ aufforderte. Nach der letzten Kabinettssitzung am 29. Dezember 1953 übernahm Magsaysay am 30. Dezember 1953 offiziell das Amt des Präsidenten.

## Kabinett

### Minister
Präsident Quirino übernahm zunächst einige Minister aus dem vorherigen Kabinett Roxas, bildete allerdings im Laufe seiner Amtszeit die Regierung mehrfach um.
| Ministeramt                                           | Amtsinhaber                                                                               | Amtszeit | Anmerkungen |
| ----------------------------------------------------- | ----------------------------------------------------------------------------------------- | --- | --- |
| Minister für Landwirtschaft und natürliche Ressourcen | Placido L. Mapa Fernando López                                                            | Mapa: 21. September 1948–14. Dezember 1950 López: 14. Dezember 1950–26. Mai 1953 | Am 26. Mai 1953 übernahm Mapa nach dem Rücktritt von López das Amt des Ministers für Landwirtschaft und natürliche Ressourcen kommissarisch bis zum 30. Dezember 1953                          |
| Unterrichtsminister                                   | Manuel Gallego                                                                            | 15. April 1948–20. September 1948 | Das Unterrichtsministerium wurde am 21. September 1948 in Ministerium für Bildung, Kultur und Sport umbenannt                                                                                  |
| Minister für Bildung, Kultur und Sport                | Prudencio Langcauon Pablo Lorenzo Teodoro Evangelista Cecilio Putong                      | Langcauon: 21. September 1948–13. September 1950 Lorenzo: 14. September 1950–3. April 1951 Evangelista: 18. Mai 1951–30. September 1951 Putong: 18. April 1952–30. Dezember 1953                                                                          | Das Ministerium für Bildung, Kultur und Sport entstand am 21. September 1948 aus dem Unterrichtsministerium                                                                                    |
| Finanzminister                                        | Miguel Cuaderno Pio Pedrosa Aurelio Montinola, Sr.                                        | Cuaderno: 15. April 1948–2. Januar 1949 Pedrosa: 5. Januar 1949–12. September 1951 Montinola: 18. April 1952–30. Dezember 1953 | |
| Außenminister                                         | Elpidio Quirino Carlos P. Rómulo Joaquín Miguel Elizalde                                  | Quirino: 15. April 1948–11. Mai 1950 Rómulo: 11. Mai 1950–1951 Elizalde: 18. April 1952–30. Dezember 1953 | Felino Neri fungierte seit dem 6. Januar 1950 als kommissarischer Außenminister mit Kabinettsrang                                                                                              |
| Gesundheitsminister                                   | Antonio Villarama Juan S. Salcedo                                                         | Villarama: 17. April 1948–31. Dezember 1949 14. Dezember 1950–10. November 1953 | |
| Innenminister                                         | Jose Zulueta Sotero Baluyut                                                               | Zulueta: 15. April 1948–21. September Baluyut: 21. September 1948–1951 | Das Innenministerium wurde 1951 durch den Regierungserlass Nr. 383 vom 20. Dezember 1950 abgeschafft und die Aufgaben dem Präsidialamt übertragen                                              |
| Justizminister                                        | Roman Ozaeta Sabino Padilla Ricardo Nepumuceno Jose Bengzon Oscar Castelo Roberto Gianzon | Ozaeta: 15. April 1948–17. September 1948 Padilla: 19. September 1948–30. Juni 1949 Nepumuceno: 1. Juli 1949–25. Juli 1950 Bengzon: 29. August 1950–23. September 1951 Castelo: 1. Januar 1952–16. August 1953 Gianzon: 17. August 1953–30. Dezember 1953 | |
| Minister für Arbeit und Beschäftigung                 | Pedro Magsalin Primitivo Lovina Jose Figueras                                             | Magsalin: 15. April 1948–21. September 1948 Lovina: 21. September 1948–21. Dezember 1950 Figueras: 21. Dezember 1950–30. Dezember 1953 | |
| Minister für nationale Verteidigung                   | Ruperto Kangleon Ramon Magsaysay Oscar Castelo (s. o.)                                    | Kangleon: 17. April 1948–31. August 1950 Magsaysay: 14. Dezember 1950–28. Februar 1953 Castelo: 1. März 1953–19. Dezember 1953 | |
| Minister für öffentliche Arbeiten und Kommunikation   | Ricardo Nepumuceno (s. o.) Prospero Sanidad Sotero Baluyut (s. o.) Pablo Lorenzo (s. o.)  | Nepumuceno: 15. April 1948–1949 Sanidad: 21. Februar 1950–6. Januar 1951 Baluyut: 6. Januar 1951–6. Mai 1952 Lorenzo: 6. Mai 1952–30. Dezember 1953 | Das Ministerium für öffentliche Arbeiten und Kommunikation wurde am 6. Mai 1952 umbenannt in Ministerium für öffentliche Arbeiten, Verkehr und Kommunikation                                   |
| Ministerin für soziale Dienste und Entwicklung        | Asuncion A. Perez                                                                         | 4. Januar 1951–1953 | Asuncion A. Perez fungierte als Leiterin der Social Welfare Administration beziehungsweise Social Services and Development Administration mit Kabinettsrang                                    |
| Minister im Präsidialamt                              | Emilio Abello Teodoro Evangelista (s. o.) Marciano Roque                                  | Abello: 21. April 1948–21. September 1948 Evangelista: 21. September 1948–8. Mai 1951 Roque: 2. Februar 1952–29. Dezember 1953 | Der Minister im Präsidialamt führte den Titel Executive Secretary |
| Minister für Handel und Industrie                     | Placido L. Mapa (s. o.) Cornelio Balmaceda                                                | Mapa: 15. April 1948–21. September 1948 Balmaceda: 21. September 1948–30. Dezember 1953 | |
| Minister für wirtschaftliche Koordinierung            | Placido L. Mapa (s. o.) Salvador Araneta                                                  | Mapa: 29. Mai 1950–14. September 1950 Araneta: 14. September 1950–22. Dezember 1950 | Das Ministerium für wirtschaftliche Koordinierung wurde durch den Regierungserlass Nr. 386 vom 20. Dezember 1950 abgeschafft und durch eine Behörde für wirtschaftliche Koordinierung ersetzt. |

### Unterstaatssekretäre
Während der Präsidentschaft Quirinos gehörten zahlreiche Unterstaatssekretäre der Regierung an wie zum Beispiel: Vicente Orosa (Öffentliche Arbeiten und Kommunikation), Felino Neri (Auswärtiges), Esteban Abada (Bildung), Teodosio Diño (Nationale Verteidigung), Bernabe Africa (Auswärtiges), Crispin Llamado (Finanzen), Jose S. Camus (Landwirtschaft und natürliche Ressourcen), Regino Padua (Gesundheit), Filemon Cosio (Handel und Industrie, Ernennung Juni 1949), Nicanor Roxas (Inneres, Ernennung Juni 1949), Cecilio Putong (Bildung, Ernennung Juli 1949), Jose Bengzon (Justiz), Jose Figueras (Arbeit), Saturnino Mendinueto (Handel und Industrie), Bibiano L. Meer, (Handel und Industrie, Ernennung Oktober 1950), Gregorio Licaros (Wirtschaftliche Koordinierung), Ceferino de los Santos (Justiz), Roberto A. Gianzon (Justiz, Ernennung Juni 1952), Sixto B. Ortiz (Finanzen), Aurelio Quitoriano (Arbeit), Teodosio Diño (Verteidigung), Amando M. Dalisay (Landwirtschaft und natürliche Ressourcen, kommissarische Ernennung September 1953), Benito Pangilinan (Bildung, kommissarische Ernennung September 1953).

## Hintergrundliteratur

### Übersichtswerke
- The Philippine Government
- Turning Points I, 2007, Rex Bookstore, Inc., ISBN 971-23-4538-6, S. 295 ff.
- The Filipino Moving Onward 5, 2007, Rex Bookstore, Inc., ISBN 971-23-4154-2
- Philippinen seit 1946, in: Der große Ploetz. Die Enzyklopädie der Weltgeschichte, Vandenhoeck & Ruprecht. Göttingen 2008, ISBN 978-3-525-32008-2, S. 1773 ff.
- John Stewart Bowman: Columbia Chronologies of Asian History and Culture, Columbia University Press, 2000, ISBN 0-231-11004-9, S. 497

### Monografien
- Heinz-Jürgen Aubeck: Die Philippinen: die Geschichte eines verloren gegangenen Paradieses, 2006, ISBN 3-8334-5436-9, S. 88
- H. W. Brands: Bound to Empire: The United States and the Philippines: The United States and the Philippines. Oxford University Press, USA, 1992, ISBN 0-19-987437-9
- Artemio R. Guillermo: Historical Dictionary of the Philippines. Scarecrow Press, 2012, ISBN 0-8108-7246-3
- Alfred W. McCoy: An Anarchy of Families: State and Family in the Philippines. New perspectives in Southeast Asian studies. University of Wisconsin Press, 2009, ISBN 0-299-22984-X
- Ryan C. Pondoc: Elpidio Quirino: Post-War President. In: Maria Angelica A. Capili: Bantayog: Discovering Manila through its Monuments. Foreign Service Institute, 2008, ISBN 971-552-075-8, S. 51
- Eva-Lotta E. Hedman: In the Name of Civil Society: From Free Election Movements to People Power in the Philippines. University of Hawaii Press, 2006, ISBN 0-8248-2921-2